# Aspangbahn
| |                                                                         |                                                          |                                                          |
| Kursbuchstrecke (ÖBB): | Wien Hbf–Wiener Neustadt Hbf: 720 Wien Floridsdorf–Wolfsthal: 907       |                                                          |                                                          |
| Streckenlänge: | 85,241 km                                                               |                                                          |                                                          |
| Spurweite: | 1435 mm (Normalspur)                                                    |                                                          |                                                          |
| Netzkategorie: | Wien Aspangbahnhof–Wien Zentralfriedhof: A Wien Zvbf–Felixdorf: C       |                                                          |                                                          |
| Streckenklasse: | Wien Zvbf–Guntramsdorf-Kaiserau: D4 Guntramsdorf-Kaiserau–Felixdorf: C4 |                                                          |                                                          |
| Stromsystem: | Wien Aspangbahnhof–Zentralfriedhof: 15 kV 16,7 Hz ~                     |                                                          |                                                          |
| Maximale Neigung: | im Bereich der Pottendorfer Linie: 14,7 ‰                               |                                                          |                                                          |
| Minimaler Radius: | nach dem Bahnhof Traiskirchen: 370 m                                    |                                                          |                                                          |
| Streckengeschwindigkeit: | 120 km/h                                                                |                                                          |                                                          |
| Zugbeeinflussung: | PZB                                                                     |                                                          |                                                          |
| Zweigleisigkeit: | Wien Aspangbahnhof–Wien Zentralfriedhof                                 |                                                          |                                                          |
| |                                                                         |                                                          |                                                          |
| \| \| \| von der Verbindungsbahn \| \| \| \| 0,000 \| Wien Aspangbahnhof \| 179 m ü. A. \| \| \| \| Wien St. Marx (Vienna Bio Center) \| \| \| \| 0,584 \| Landstraßer Hauptstraße (17,50 m) \| Landstraßer Hauptstraße (17,50 m) \| \| \| 0,810 \| Grasbergergasse (8,50 m) \| Grasbergergasse (8,50 m) \| \| \| 1,584 \| Landstraßer Gürtel (19,00 m) \| Landstraßer Gürtel (19,00 m) \| \| \| \| \| \| \| \| \| \| \| \| \| 1,821 \| (12,00 m) \| (12,00 m) \| \| \| 1,864 \| Simmering Aspangbahn \| 184 m ü. A. \| \| \| \| Wien Geiselbergstraße \| \| \| \| 2,327 \| Geiselbergstraße (2× 12,25 m) \| Geiselbergstraße (2× 12,25 m) \| \| \| 3,293 \| Laaer Ostbahn (15,0 m) \| Laaer Ostbahn (15,0 m) \| \| \| 3,397 \| Verbindungsbahn Wien Erdbergerl. – Wien Zvbf (15,8 m) \| Verbindungsbahn Wien Erdbergerl. – Wien Zvbf (15,8 m) \| \| \| 4,998 \| Wien Zentralfriedhof \| 188 m ü. A. \| \| \| \| „Friedhof-Schleife“ nach Wien Zentralverschiebebahnhof \| \| \| \| \| Donauländebahn nach Kaiserebersdorf \| \| \| \| \| Ostbahn von Wien-Zentralverschiebebahnhof \| \| \| \| \| Ostbahn nach Simmering Übergang \| \| \| \| 6,140 \| Abzw. Laaerberg \| 190 m ü. A. \| \| \| \| Donauländebahn nach Oberlaa \| \| \| \| \| Landesgrenze Wien / Niederösterreich \| \| \| \| 10,360 \| Ober Lanzendorf \| 185 m ü. A. \| \| \| 11,405 \| Maria Lanzendorf \| 183 m ü. A. \| \| \| \| Beginn der Neutrassierung \| \| \| \| \| Pottendorfer Linie \| \| \| \| \| Ende der Neutrassierung \| \| \| \| 16,556 \| Mödlingbach (8,0 m) \| Mödlingbach (8,0 m) \| \| \| 16,870 \| Laxenburg-Biedermannsdorf \| 190 m ü. A. \| \| \| \| Neudorfer Straße \| \| \| \| \| Laxenburger Bahn \| \| \| \| 19,065 \| A2 (2× 19,83 m + 2× 35,13 m) \| A2 (2× 19,83 m + 2× 35,13 m) \| \| \| 19,440 \| zum IZ NÖ-Süd \| zum IZ NÖ-Süd \| \| \| \| Haidbach (14,2 m) \| \| \| \| 19,804 \| Anschluss Scholz Rohstoffhandel \| Anschluss Scholz Rohstoffhandel \| \| \| 20,936 \| Guntramsdorf-Kaiserau \| Guntramsdorf-Kaiserau \| \| \| 23,170 \| Möllersdorf Aspangbahn \| 196 m ü. A. \| \| \| \| „Stamm-Anschlussbahn Möllersdorf–Traiskirchen“ \| \| \| \| 24,636 \| Traiskirchen Aspangbahn \| 212 m ü. A. \| \| \| \| Flügelbahn der Wiener Lokalbahnen nach Tribuswinkel \| \| \| \| 25,378 \| Schwechat (17,0 m) \| Schwechat (17,0 m) \| \| \| 26,265 \| A2 (2× 10,30 m + 2× 21,20 m) \| A2 (2× 10,30 m + 2× 21,20 m) \| \| \| 28,669 \| Trumau \| 202 m ü. A. \| \| \| 29,454 \| Triesting (20,0 m) \| Triesting (20,0 m) \| \| \| 30,719 \| Ober Waltersdorf \| 214 m ü. A. \| \| \| 33,417 \| Tattendorf \| 236 m ü. A. \| \| \| \| Lokalbahn Felixdorf–Tattendorf nach Blumau-Neurißhof \| \| \| \| 35,330 \| Teesdorf \| 236 m ü. A. \| \| \| 36,698 \| Günselsdorf \| Günselsdorf \| \| \| 37,804 \| Schönau \| Schönau \| \| \| \| Lokalbahn Ebenfurth–Wittmannsdorf \| \| \| \| 39,261 \| Firma Stora Enso Timber \| Firma Stora Enso Timber \| \| \| 39,340 \| Wiener Neustädter Kanal (3 m) \| Wiener Neustädter Kanal (3 m) \| \| \| 39,365 \| Firma Stora Enso Timber \| Firma Stora Enso Timber \| \| \| 40,083 \| Sollenau Aspangbahnhof \| 266 m ü. A. \| \| \| \| Militärbahn nach Blumau-Neurißhof \| \| \| \| \| Lokalbahn Ebenfurth–Wittmannsdorf nach Ebenfurth \| \| \| \| \| Schneebergbahn nach Steinabrückl \| \| \| \| 40,115 \| Firma Maba \| Firma Maba \| \| \| \| Südbahn von Wien Hbf \| \| \| \| 41,372 \| Sollenau \| 274 m ü. A. \| \| \| \| \| \| \| \| 42,672 \| Felixdorf \| 277 m ü. A. \| \| \| \| Südbahn \| \| \| \| \| Pottendorfer Linie von Wien Meidling \| \| \| \| 50,959 \| Wiener Neustadt Hbf \| 268 m ü. A. \| \| \| \| Südbahn nach Spielfeld-Straß \| \| \| \| \| Schneebergbahn nach Puchberg am Schneeberg \| \| \| \| \| Mattersburger Bahn nach Sopron \| \| \| \| 52,335 \| Abzweigung Steinfeld nach Wiener Neustadt Ausfahrbahnhof \| Abzweigung Steinfeld nach Wiener Neustadt Ausfahrbahnhof \| \| \| 53,217 \| Kehrbach (4,83 m) \| Kehrbach (4,83 m) \| \| \| 54,305 \| Katzelsdorf \| Katzelsdorf \| \| \| 58,358 \| Lanzenkirchen \| 298 m ü. A. \| \| \| 61,206 \| Schwarza (16,35 m) \| Schwarza (16,35 m) \| \| \| 61,580 \| Bad Erlach \| 312 m ü. A. \| \| \| 63,710 \| Brunn a.d. Pitten \| 320 m ü. A. \| \| \| 64,783 \| Pitten \| 325 m ü. A. \| \| \| 65,115 \| vorübergehendes Streckenende \| vorübergehendes Streckenende \| \| \| 66,653 \| Anschluss Papierfabrik Hamburger \| Anschluss Papierfabrik Hamburger \| \| \| 67,020 \| Sautern-Schiltern \| 337 m ü. A. \| \| \| 68,086 \| Seebenstein \| 347 m ü. A. \| \| \| 71,080 \| Gleißenfeld \| 360 m ü. A. \| \| \| 73,010 \| Scheiblingkirchen-Warth \| 378 m ü. A. \| \| \| 73,914 \| Kirchauer Bach (7,00 m) \| Kirchauer Bach (7,00 m) \| \| \| 73,950 \| Warth \| 378 m ü. A. \| \| \| 74,023 \| Anschluss WIN-Warth \| Anschluss WIN-Warth \| \| \| 74,926 \| Pitten (31,0 m) \| Pitten (31,0 m) \| \| \| 76,180 \| Petersbaumgarten \| 391 m ü. A. \| \| \| 78,165 \| Edlitz-Grimmenstein \| 405 m ü. A. \| \| \| 61,206 \| Pitten (16,35 m) \| Pitten (16,35 m) \| \| \| 79,062 \| Pitten (37,60 m) \| Pitten (37,60 m) \| \| \| 79,089 \| Anschluss Profümed \| Anschluss Profümed \| \| \| 79,287 \| Werkskanal (5,7 m) \| Werkskanal (5,7 m) \| \| \| 81,281 \| Pitten (31,50 m) \| Pitten (31,50 m) \| \| \| 82,340 \| Feistritz-Kirchberg \| 477 m ü. A. \| \| \| 82,365 \| Anschluss Schmidt \| Anschluss Schmidt \| \| \| 84,887 \| Aspang \| 506 m ü. A. \| \| \| 85,236 \| ehem. Eigentumsgrenze Eisenbahn Wien-Aspang/Wechselbahn \| ehem. Eigentumsgrenze Eisenbahn Wien-Aspang/Wechselbahn \| \| \| 85,241 \| ehem. Streckenende \| ehem. Streckenende \| \| \| \| nach Friedberg \| \| |                                                                         |                                                          |                                                          |
| Strecke (im Tunnel) · Strecke (außer Betrieb) |                                                                         | von der Verbindungsbahn                                  | von der Verbindungsbahn                                  |
| Strecke (im Tunnel) · Bahnhof (Strecke außer Betrieb) | 0,000                                                                   | Wien Aspangbahnhof                                       | 179 m ü. A.                                              |
| Haltepunkt / Haltestelle (im Tunnel) · Strecke (außer Betrieb) |                                                                         | Wien St. Marx (Vienna Bio Center)                        | Wien St. Marx (Vienna Bio Center)                        |
| Strecke (im Tunnel) · Brücke (Strecke außer Betrieb) | 0,584                                                                   | Landstraßer Hauptstraße (17,50 m)                        | Landstraßer Hauptstraße (17,50 m)                        |
| Strecke (im Tunnel) · Brücke (Strecke außer Betrieb) | 0,810                                                                   | Grasbergergasse (8,50 m)                                 | Grasbergergasse (8,50 m)                                 |
| Strecke (im Tunnel) · Brücke (Strecke außer Betrieb) | 1,584                                                                   | Landstraßer Gürtel (19,00 m)                             | Landstraßer Gürtel (19,00 m)                             |
| Tunnelende · Strecke (außer Betrieb) |                                                                         |                                                          |                                                          |
| Verschwenkung nach links · Verschwenkung nach rechts (Strecke außer Betrieb) |                                                                         |                                                          |                                                          |
| Brücke | 1,821                                                                   | (12,00 m)                                                | (12,00 m)                                                |
| Dienststation / Betriebs- oder Güterbahnhof | 1,864                                                                   | Simmering Aspangbahn                                     | 184 m ü. A.                                              |
| Haltepunkt / Haltestelle |                                                                         | Wien Geiselbergstraße                                    | Wien Geiselbergstraße                                    |
| Brücke | 2,327                                                                   | Geiselbergstraße (2× 12,25 m)                            | Geiselbergstraße (2× 12,25 m)                            |
| Kreuzung geradeaus unten | 3,293                                                                   | Laaer Ostbahn (15,0 m)                                   | Laaer Ostbahn (15,0 m)                                   |
| Kreuzung geradeaus unten | 3,397                                                                   | Verbindungsbahn Wien Erdbergerl. – Wien Zvbf (15,8 m)    | Verbindungsbahn Wien Erdbergerl. – Wien Zvbf (15,8 m)    |
| Bahnhof | 4,998                                                                   | Wien Zentralfriedhof                                     | 188 m ü. A.                                              |
| Abzweig geradeaus und nach rechts |                                                                         | „Friedhof-Schleife“ nach Wien Zentralverschiebebahnhof   | „Friedhof-Schleife“ nach Wien Zentralverschiebebahnhof   |
| Abzweig ehemals geradeaus und nach links |                                                                         | Donauländebahn nach Kaiserebersdorf                      | Donauländebahn nach Kaiserebersdorf                      |
| Abzweig ehemals geradeaus und von rechts |                                                                         | Ostbahn von Wien-Zentralverschiebebahnhof                | Ostbahn von Wien-Zentralverschiebebahnhof                |
| Abzweig geradeaus und ehemals von rechts |                                                                         | Ostbahn nach Simmering Übergang                          | Ostbahn nach Simmering Übergang                          |
| ehemaliger Dienststation / Betriebs- oder Güterbahnhof | 6,140                                                                   | Abzw. Laaerberg                                          | 190 m ü. A.                                              |
| Abzweig geradeaus und ehemals nach rechts |                                                                         | Donauländebahn nach Oberlaa                              | Donauländebahn nach Oberlaa                              |
| Grenze |                                                                         | Landesgrenze Wien / Niederösterreich                     | Landesgrenze Wien / Niederösterreich                     |
| ehemaliger Haltepunkt / Haltestelle | 10,360                                                                  | Ober Lanzendorf                                          | 185 m ü. A.                                              |
| Bahnhof | 11,405                                                                  | Maria Lanzendorf                                         | 183 m ü. A.                                              |
| Verschwenkung von links · Verschwenkung von rechts (Strecke außer Betrieb) |                                                                         | Beginn der Neutrassierung                                | Beginn der Neutrassierung                                |
| Kreuzung geradeaus oben · Kreuzung geradeaus oben (Strecke geradeaus außer Betrieb) |                                                                         | Pottendorfer Linie                                       | Pottendorfer Linie                                       |
| Verschwenkung nach links · Verschwenkung nach rechts (Strecke außer Betrieb) |                                                                         | Ende der Neutrassierung                                  | Ende der Neutrassierung                                  |
| Brücke über Wasserlauf | 16,556                                                                  | Mödlingbach (8,0 m)                                      | Mödlingbach (8,0 m)                                      |
| Bahnhof | 16,870                                                                  | Laxenburg-Biedermannsdorf                                | 190 m ü. A.                                              |
| Brücke |                                                                         | Neudorfer Straße                                         | Neudorfer Straße                                         |
| Kreuzung geradeaus oben (Querstrecke außer Betrieb) |                                                                         | Laxenburger Bahn                                         | Laxenburger Bahn                                         |
| Brücke | 19,065                                                                  | A2 (2× 19,83 m + 2× 35,13 m)                             | A2 (2× 19,83 m + 2× 35,13 m)                             |
| Abzweig geradeaus und von rechts | 19,440                                                                  | zum IZ NÖ-Süd                                            | zum IZ NÖ-Süd                                            |
| Brücke über Wasserlauf |                                                                         | Haidbach (14,2 m)                                        | Haidbach (14,2 m)                                        |
| Abzweig geradeaus und von links | 19,804                                                                  | Anschluss Scholz Rohstoffhandel                          | Anschluss Scholz Rohstoffhandel                          |
| Bahnhof | 20,936                                                                  | Guntramsdorf-Kaiserau                                    | Guntramsdorf-Kaiserau                                    |
| Haltepunkt / Haltestelle | 23,170                                                                  | Möllersdorf Aspangbahn                                   | 196 m ü. A.                                              |
| Abzweig geradeaus und ehemals von rechts |                                                                         | „Stamm-Anschlussbahn Möllersdorf–Traiskirchen“           | „Stamm-Anschlussbahn Möllersdorf–Traiskirchen“           |
| Bahnhof | 24,636                                                                  | Traiskirchen Aspangbahn                                  | 212 m ü. A.                                              |
| Abzweig geradeaus und nach rechts |                                                                         | Flügelbahn der Wiener Lokalbahnen nach Tribuswinkel      | Flügelbahn der Wiener Lokalbahnen nach Tribuswinkel      |
| Brücke über Wasserlauf | 25,378                                                                  | Schwechat (17,0 m)                                       | Schwechat (17,0 m)                                       |
| Brücke | 26,265                                                                  | A2 (2× 10,30 m + 2× 21,20 m)                             | A2 (2× 10,30 m + 2× 21,20 m)                             |
| Haltepunkt / Haltestelle | 28,669                                                                  | Trumau                                                   | 202 m ü. A.                                              |
| Brücke über Wasserlauf | 29,454                                                                  | Triesting (20,0 m)                                       | Triesting (20,0 m)                                       |
| Haltepunkt / Haltestelle | 30,719                                                                  | Ober Waltersdorf                                         | 214 m ü. A.                                              |
| Bahnhof | 33,417                                                                  | Tattendorf                                               | 236 m ü. A.                                              |
| Abzweig geradeaus und ehemals nach links |                                                                         | Lokalbahn Felixdorf–Tattendorf nach Blumau-Neurißhof     | Lokalbahn Felixdorf–Tattendorf nach Blumau-Neurißhof     |
| Haltepunkt / Haltestelle | 35,330                                                                  | Teesdorf                                                 | 236 m ü. A.                                              |
| ehemaliger Dienststation / Betriebs- oder Güterbahnhof | 36,698                                                                  | Günselsdorf                                              | Günselsdorf                                              |
| ehemaliger Haltepunkt / Haltestelle | 37,804                                                                  | Schönau                                                  | Schönau                                                  |
| Abzweig geradeaus und ehemals von rechts |                                                                         | Lokalbahn Ebenfurth–Wittmannsdorf                        | Lokalbahn Ebenfurth–Wittmannsdorf                        |
| Abzweig geradeaus und nach links | 39,261                                                                  | Firma Stora Enso Timber                                  | Firma Stora Enso Timber                                  |
| Brücke über Wasserlauf | 39,340                                                                  | Wiener Neustädter Kanal (3 m)                            | Wiener Neustädter Kanal (3 m)                            |
| Abzweig geradeaus und nach links | 39,365                                                                  | Firma Stora Enso Timber                                  | Firma Stora Enso Timber                                  |
| ehemaliger Bahnhof | 40,083                                                                  | Sollenau Aspangbahnhof                                   | 266 m ü. A.                                              |
| Abzweig geradeaus und ehemals nach links |                                                                         | Militärbahn nach Blumau-Neurißhof                        | Militärbahn nach Blumau-Neurißhof                        |
| Abzweig geradeaus und ehemals nach links |                                                                         | Lokalbahn Ebenfurth–Wittmannsdorf nach Ebenfurth         | Lokalbahn Ebenfurth–Wittmannsdorf nach Ebenfurth         |
| Abzweig geradeaus und ehemals nach rechts |                                                                         | Schneebergbahn nach Steinabrückl                         | Schneebergbahn nach Steinabrückl                         |
| Abzweig geradeaus und von links | 40,115                                                                  | Firma Maba                                               | Firma Maba                                               |
| Strecke von rechts und von halblinks |                                                                         | Südbahn von Wien Hbf                                     | Südbahn von Wien Hbf                                     |
| Haltepunkt / Haltestelle | 41,372                                                                  | Sollenau                                                 | 274 m ü. A.                                              |
| |                                                                         |                                                          |                                                          |
| Bahnhof | 42,672                                                                  | Felixdorf                                                | 277 m ü. A.                                              |
| |                                                                         | Südbahn                                                  |                                                          |
| Abzweig geradeaus und von links |                                                                         | Pottendorfer Linie von Wien Meidling                     | Pottendorfer Linie von Wien Meidling                     |
| Bahnhof | 50,959                                                                  | Wiener Neustadt Hbf                                      | 268 m ü. A.                                              |
| Abzweig geradeaus und nach rechts |                                                                         | Südbahn nach Spielfeld-Straß                             | Südbahn nach Spielfeld-Straß                             |
| Abzweig geradeaus und nach rechts |                                                                         | Schneebergbahn nach Puchberg am Schneeberg               | Schneebergbahn nach Puchberg am Schneeberg               |
| Abzweig geradeaus und nach links |                                                                         | Mattersburger Bahn nach Sopron                           | Mattersburger Bahn nach Sopron                           |
| Abzweig geradeaus und von rechts | 52,335                                                                  | Abzweigung Steinfeld nach Wiener Neustadt Ausfahrbahnhof | Abzweigung Steinfeld nach Wiener Neustadt Ausfahrbahnhof |
| Brücke über Wasserlauf | 53,217                                                                  | Kehrbach (4,83 m)                                        | Kehrbach (4,83 m)                                        |
| ehemaliger Haltepunkt / Haltestelle | 54,305                                                                  | Katzelsdorf                                              | Katzelsdorf                                              |
| Bahnhof | 58,358                                                                  | Lanzenkirchen                                            | 298 m ü. A.                                              |
| Brücke über Wasserlauf | 61,206                                                                  | Schwarza (16,35 m)                                       | Schwarza (16,35 m)                                       |
| Bahnhof | 61,580                                                                  | Bad Erlach                                               | 312 m ü. A.                                              |
| Haltepunkt / Haltestelle | 63,710                                                                  | Brunn a.d. Pitten                                        | 320 m ü. A.                                              |
| Bahnhof | 64,783                                                                  | Pitten                                                   | 325 m ü. A.                                              |
| ehemalige Grenze | 65,115                                                                  | vorübergehendes Streckenende                             | vorübergehendes Streckenende                             |
| Abzweig geradeaus und nach links | 66,653                                                                  | Anschluss Papierfabrik Hamburger                         | Anschluss Papierfabrik Hamburger                         |
| Haltepunkt / Haltestelle | 67,020                                                                  | Sautern-Schiltern                                        | 337 m ü. A.                                              |
| Bahnhof | 68,086                                                                  | Seebenstein                                              | 347 m ü. A.                                              |
| Haltepunkt / Haltestelle | 71,080                                                                  | Gleißenfeld                                              | 360 m ü. A.                                              |
| Bahnhof | 73,010                                                                  | Scheiblingkirchen-Warth                                  | 378 m ü. A.                                              |
| Brücke über Wasserlauf | 73,914                                                                  | Kirchauer Bach (7,00 m)                                  | Kirchauer Bach (7,00 m)                                  |
| ehemaliger Haltepunkt / Haltestelle | 73,950                                                                  | Warth                                                    | 378 m ü. A.                                              |
| Abzweig geradeaus und nach rechts | 74,023                                                                  | Anschluss WIN-Warth                                      | Anschluss WIN-Warth                                      |
| Brücke über Wasserlauf | 74,926                                                                  | Pitten (31,0 m)                                          | Pitten (31,0 m)                                          |
| Haltepunkt / Haltestelle | 76,180                                                                  | Petersbaumgarten                                         | 391 m ü. A.                                              |
| Bahnhof | 78,165                                                                  | Edlitz-Grimmenstein                                      | 405 m ü. A.                                              |
| Brücke über Wasserlauf | 61,206                                                                  | Pitten (16,35 m)                                         | Pitten (16,35 m)                                         |
| Brücke über Wasserlauf | 79,062                                                                  | Pitten (37,60 m)                                         | Pitten (37,60 m)                                         |
| Abzweig geradeaus und nach rechts | 79,089                                                                  | Anschluss Profümed                                       | Anschluss Profümed                                       |
| Brücke über Wasserlauf | 79,287                                                                  | Werkskanal (5,7 m)                                       | Werkskanal (5,7 m)                                       |
| Brücke über Wasserlauf | 81,281                                                                  | Pitten (31,50 m)                                         | Pitten (31,50 m)                                         |
| ehemaliger Haltepunkt / Haltestelle | 82,340                                                                  | Feistritz-Kirchberg                                      | 477 m ü. A.                                              |
| Abzweig geradeaus und nach links | 82,365                                                                  | Anschluss Schmidt                                        | Anschluss Schmidt                                        |
| Bahnhof | 84,887                                                                  | Aspang                                                   | 506 m ü. A.                                              |
| Grenze | 85,236                                                                  | ehem. Eigentumsgrenze Eisenbahn Wien-Aspang/Wechselbahn  | ehem. Eigentumsgrenze Eisenbahn Wien-Aspang/Wechselbahn  |
| Grenze | 85,241                                                                  | ehem. Streckenende                                       | ehem. Streckenende                                       |
| Strecke |                                                                         | nach Friedberg                                           | nach Friedberg                                           |

Die Aspangbahn ist eine österreichische Eisenbahnstrecke, die vom einstigen Kanalhafen des Wiener Neustädter Kanals im dritten Wiener Gemeindebezirk Wien-Landstraße über Wiener Neustadt nach Aspang führt. Sie ist das Fragment einer großen Planung, einer Eisenbahnstrecke, die von Wien nach Thessaloniki führen sollte. Noch heute findet man entlang der Strecke Grenzsteine mit den Initialen „WSB“ für „Wien-Saloniki-Bahn“.
Die 85,241 Kilometer lange Strecke wurde von der privaten Eisenbahn Wien-Aspang (EWA) gebaut und am 7. August 1881 bis Pitten sowie am 28. Oktober 1881 bis Aspang dem Betrieb übergeben. Auf Grund wirtschaftlicher Schwierigkeiten wurde die Betriebsführung am 1. Juli 1937 den Österreichischen Bundesbahnen übertragen. Mit 1. Jänner 1942 wurde sie in das Reichseisenbahnvermögen der Deutschen Reichsbahn übernommen und damit verstaatlicht. Nach Ende des Zweiten Weltkriegs ging die Aspangbahn in das Vermögen der Österreichischen Bundesbahnen über.

## Geschichte
Im großen Eisenbahnbaufieber während der Gründerzeit kam es auch im Bereich des Wiener Neustädter Kanals zu einer Vielzahl von Projekten, von denen eines am 30. November 1869 die Vorkonzession für die Strecke Wien–Laxenburg–Ebenfurth–Wiener Neustadt und ein weiteres am 2. Jänner 1870 für die Strecke Wiener Neustadt–Pitten erhielt. Die den Schifffahrtskanal betreibende Gesellschaft („Erste österreichische Schifffahrts-Canal-Actien-Gesellschaft“) schaltete sich auf Grund dieser Entwicklungen in die Planungen ein und erhielt mit 4. Juni 1872 die Konzession für Bau und Betrieb einer meterspurigen Lokomotiveisenbahn Wien–Leopoldsdorf–Laxenburg–Leesdorf–Blumau, wobei vom zuständigen Handelsministerium eine Verlängerung der Strecke von Dornau (heute Ortsteil von Schönau an der Triesting bzw. Leobersdorf) nach Pitten und von Steinabrückl nach Wöllersdorf gefordert wurde.
Durch die habsburgischen Interessen auf der Balkanhalbinsel und den Bau einer Eisenbahn von Saloniki nach Mitrovica eröffnete sich die Möglichkeit einer Fortführung dieser Linie durch den Sandschak und Bosnien sowie über die seit 1872 bestehende Normalspurbahn Banja Luka–Bosanski Novi–Dobrljin und weiter über das kroatische Bahnnetz bis hin nach Wien, so dass damit eine Direktverbindung Wien–Zagreb–Saloniki unter der Umgehung Serbiens und auch Ungarns möglich gewesen wäre. Mehrere Teilhaber der Kanal-AG bewarben sich auch in der Folge um dieses Projekt (bis zur kroatisch-bosnischen Grenze) und somit erhielt die AG am 27. Juni 1874 die Bewilligung zu Vorarbeiten für die Strecke Wien–Aspang–Friedberg–Radkersburg–kroatische Grenze. Zur Finanzierung des Projektes fand sich eine belgische Gesellschaft mit dem Namen Société belge de chemins de fer, jedoch machte die Banken- und Wirtschaftskrise im Jahr 1873 das großräumige Projekt illusorisch und somit wurden die Planungen auf den Abschnitt Wien–Pitten–Aspang beschränkt. Die Strecke wurde schließlich, nachdem eine Beschwerde der Südbahn-Gesellschaft durch das Reichsgericht abgewiesen worden war, am 28. November 1877 konzessioniert. Umgehend nach der Konzessionserteilung wurde mit den Bauarbeiten begonnen. Der Bauaufwand stand mit 8.650.000 Gulden zu Buche.

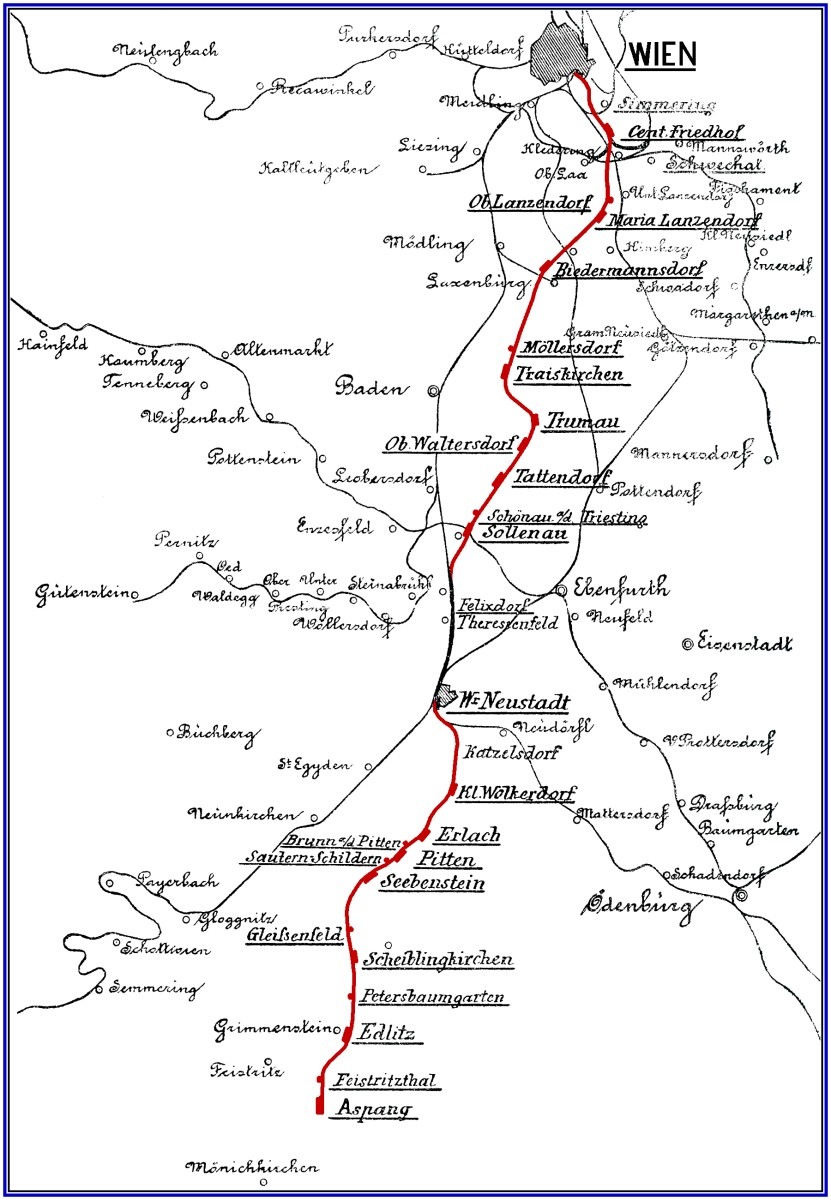
Übersichtskarte der Aspangbahn von 1882

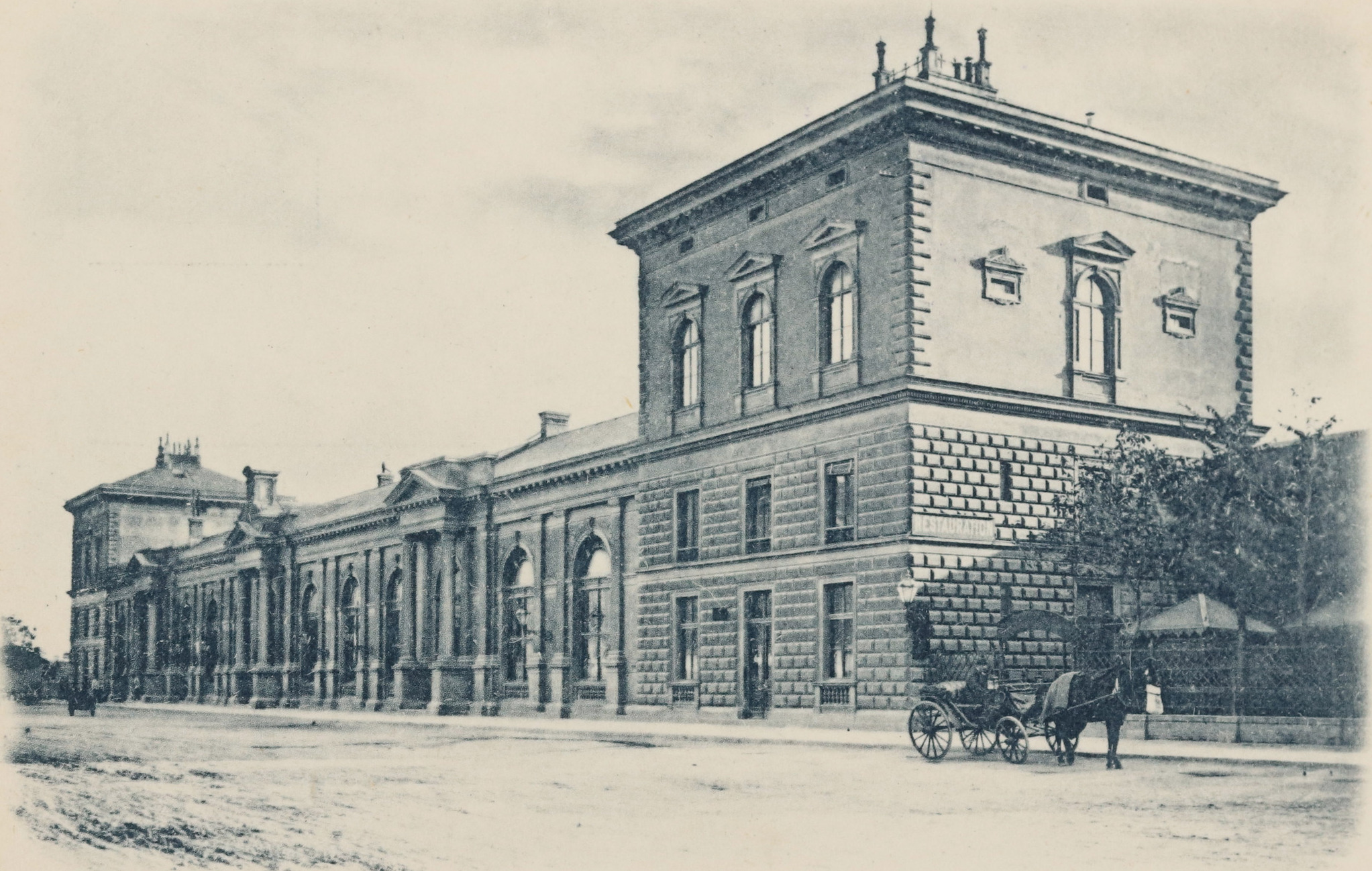
Der Wiener Aspangbahnhof um 1905

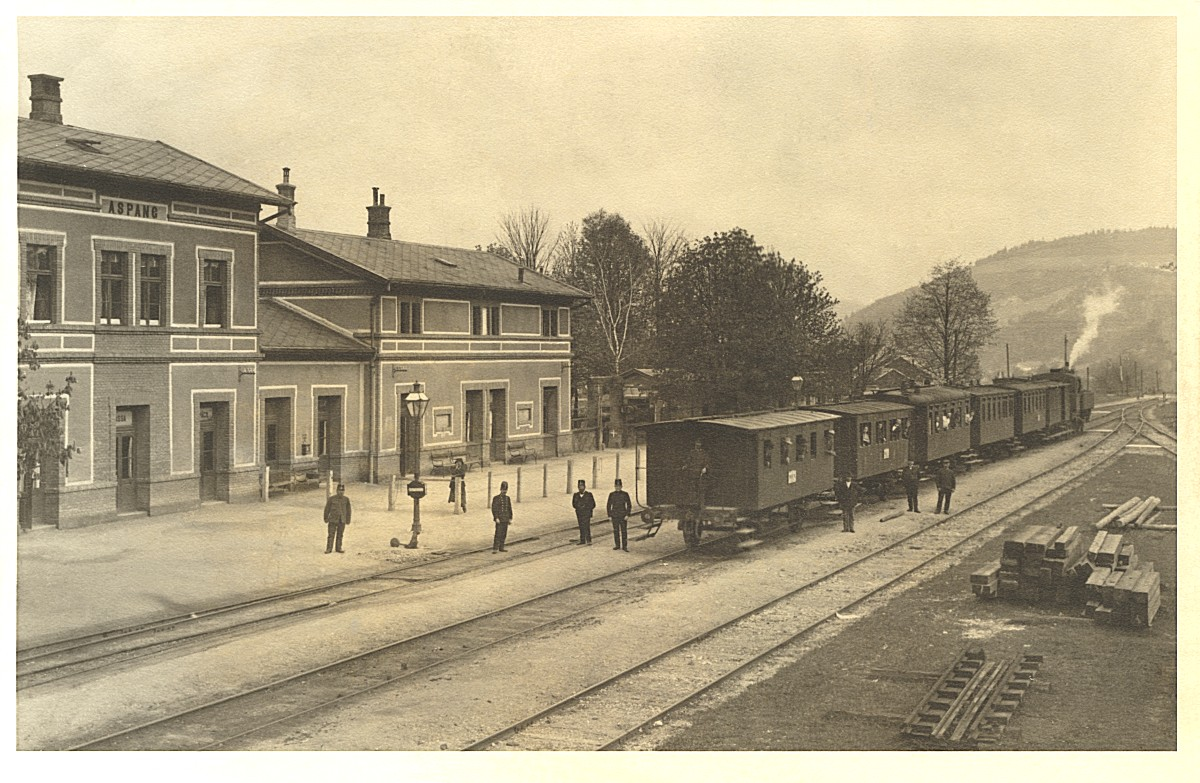
Der Bahnhof Aspang um 1910

Als Ausgangspunkt wurde der Rennweger Kanalhafen bestimmt, der nach der Einstellung der Schifffahrt im Juli 1879 trockengelegt wurde. 1880/1881 wurde dann auf diesem Gelände der Aspangbahnhof errichtet, nach ihm nutzte die Bahn auf einige Kilometer die Trasse des aufgelassenen Kanals einschließlich des Aquäduktes über den Liesingbach. Dieses Bauwerk wurde am Ende des Zweiten Weltkrieges gesprengt, aber mit Stahlträgern provisorisch instand gesetzt, um die Strecke weiterzuführen. Die Reste des Liesingbachaquäduktes wurden um 1980 abgetragen. Ab Juni 1880 wurde auch mit dem Bau der Strecke begonnen, wobei zwischen Felixdorf und Wiener Neustadt die Infrastruktur der Südbahn-Gesellschaft im „Péagebetrieb“ mitbenutzt wurden. Eine eigene Umfahrung östlich von Wiener Neustadt konnte nicht realisiert werden.
Schließlich wurde die Strecke nach nur etwas mehr als zweijähriger Bauzeit von Wien bis Pitten am 7. August 1881 und die restliche Strecke von Pitten bis Aspang am 28. Oktober 1881 dem Verkehr übergeben. Die Streckenlänge von Wien Aspangbahnhof bis Aspang betrug 85,447 Kilometer, abzüglich des Péageabschnitts waren es 75,916 Kilometer.
Um einen Anschluss an die Verbindungsbahn Matzleinsdorf–Nordbahnhof zu bekommen, wurden auch zwei Verbindungsgleise zu dieser gebaut und am 21. Oktober 1881 eröffnet. Einige wenige Aspangbahn-Züge hatten schon vor 1914 ihren Ausgangspunkt in der Station Hauptzollamt, wo Anschluss an die Wiener Dampfstadtbahn bestand. Zur Unterscheidung von jener trugen sie stadtbahnähnliche Tafeln mit der Aufschrift „Aspangbahn“.
Durch die Eröffnung der „Wechselbahn“ – der zehnten und letzten österreichischen Gebirgsbahn – am 12. Oktober 1910, die den Lückenschluss zwischen Aspang und Friedberg/Stmk. herstellte, erhielt die Aspangbahn eine weitere Aufwertung. Die Wechselbahn (Hartberg–Friedberg–Aspang) stellte den Anschluss mit der von der Ungarischen Westbahn erbauten Lokalbahn Fehring–Fürstenfeld–Hartberg (heute als Thermenbahn bezeichnet) her.
In der Zeit nach dem Ersten Weltkrieg etablierte sich die Bahn als Ausflugsbahn der Wiener und 1930 bewegte sich der Personenverkehr wieder auf Vorkriegsniveau. Die Bahn war sehr preiswert und lockte die Wiener in die „Bucklige Welt“ mit ihren Sehenswürdigkeiten und Naturschätzen.
Die Übernahme der Aspangbahn in staatliche Regie fand in Raten statt. Ab 1. Juli 1937 übernahmen die Österreichischen Bundesbahnen den Betrieb und verlagerten den Personenverkehr immer mehr auf die Südbahn, wodurch die Aspangbahn zwischen Wien und Sollenau im Personenverkehr zu einer reinen Lokalbahn degradiert wurde. Eine direkte Folge dieses Betreiberwechsels war ferner die nachträgliche Integration der Strecke bis Teesdorf in den Wechselverkehr zwischen der Wiener Elektrischen Stadtbahn und der Staatsbahn ab dem 31. Oktober 1937. Am 1. Jänner 1942 wurde die „k.k. priv. Eisenbahn Wien–Aspang“, ebenso wie die Schneebergbahn, in das Reichseisenbahnvermögen des Deutschen Reichs übernommen, womit die Eisenbahn Wien-Aspang endgültig zu existieren aufhörte. Ihre Konzession wäre noch bis zum 28. Oktober 1971 gelaufen.
Während des Zweiten Weltkrieges wurden zwischen Oktober 1939 und Oktober 1942 am Wiener Aspangbahnhof etwa 50.000 jüdische Bürger für insgesamt 47 Transporte zusammengetrieben und zunächst in Ghettos genannte Sammellager, später direkt in Konzentrations- und Vernichtungslager der Nationalsozialisten abtransportiert.
Am 17. Jänner 1962 wurde auf der Strecke (Abzweigung Wien Aspangbahnhof –) Wien Aspangbahnhof–Zentralfriedhof (– Klein Schwechat) der elektrische Betrieb aufgenommen.
In der Zeit nach dem Zweiten Weltkrieg verlor der Aspangbahnhof immer mehr an Bedeutung. Mit der Eröffnung der Schnellbahn-Haltestelle Rennweg am 23. Mai 1971 wurde der Personenverkehr am Wiener Aspangbahnhof aufgelassen, im Juni/Juli 1977 wurde das bereits desolate Aufnahmsgebäude abgetragen. Nur der Güterverkehr blieb bis zum umfangreichen Ausbau der Flughafenschnellbahn S7 bis 1. Juli 2001 bestehen.
Das gleiche Schicksal erfuhr bereits vorher der am 23. August 1883 (mit der Eröffnung der Lokalbahn Ebenfurth–Wittmannsdorf) eröffnete Bahnhof Sollenau. Dieser war in der Zeit des Ersten Weltkrieges eine große Eisenbahndrehscheibe im Steinfeld. Durch den Anschluss an die Pulverfabriken am Mittel hatte der Bahnhof Sollenau enorme Verkehrsleistungen zu erbringen. Am 4. Oktober 1953 wurde der einstige Großbahnhof zu einer Halte- und Ladestelle, am 26. Oktober 1958 zu einer reinen Haltestelle abgewertet und sämtliche Gleisanlagen abgetragen. Am 14. Juli 1975 wurde mit der Verlegung der Strecke im Ortsbereich von Sollenau auch die Haltestelle „Sollenau Aspangbahn“ aufgelassen.

### Die Aspangbahn heute
Der Bau des Zentralverschiebebahnhofs Kledering wirkte sich auch auf die Streckenführung der Aspangbahn aus. Während sie in den 1970er Jahren den Bahnhof Praterstern / Wien Nord als Ausgangspunkt nutzte, fuhren seit dem 27. Mai 1979 die Züge der Aspangbahn vom Wien Südbahnhof (Ostteil) ab und erreichten über die Ostbahnstrecke erst nach Kledering wieder ihre angestammte Trasse. Die Wiener Stammstrecke wird nun von der Wiener Schnellbahn S7 genutzt.
Diese Streckenführung wurde mit dem Fahrplanwechsel vom 12. Dezember 2004 wiederum geändert. Die Züge über die Aspangbahn fuhren damals von Wien Südbahnhof (Südseite) ab; die um fast 15 Minuten längere Fahrt führte über die Südbahn nach Wien Meidling, weiter über einen Teil der Pottendorfer Linie auf die Donauländebahn und weiter auf die Ostbahn. Erst nach der Haltestelle Kledering erreichten die Züge die Stammstrecke der Aspangbahn. Im Fahrplan 2008/09 (Fahrplantabelle 720) fuhren die Züge wieder von der Ostseite des Wiener Südbahnhofes ab (Bahnsteige 1–9). Nach der Aufnahme des Fahrplanes 2010 (im Dezember 2009) endeten die Züge bereits in Maria Lanzendorf. Von dort gab es einen direkten Schienenersatzverkehr durch Autobusse nach Wien zum Südtiroler Platz, weil der Wiener Südbahnhof durch den neuen Hauptbahnhof Wien (vollständige Betriebsaufnahme Dezember 2014) ersetzt wurde. Seither wurde das Fahrplanangebot massiv erweitert, 2023 gibt es an allen Tagen einen Stundentakt von ca. 5:00 bis 23:00 Uhr.
Eine Aufwertung erhielt die Aspangbahn jedoch im Abschnitt von Wiener Neustadt bis Aspang. Im Zuge der neuen Netzkategorisierung der ÖBB im Jahr 2000 erhielt dieser Teilabschnitt den Status des „Ergänzungsnetzes“ (zweithöchste Streckenkategorie). Seit dem Jahr 2002 wird die Aspangbahn zwischen Aspang und Wiener Neustadt neben den ÖBB-Zügen auch von Güterzügen der Steiermärkischen Landesbahnen (STLB) befahren, welche Autoteile von Weiz nach Bratislava befördern: In Wiener Neustadt werden diese Züge jedoch von den ÖBB übernommen.

## Streckenverlauf
Ursprünglich begann die Strecke am Wiener Aspangbahnhof; die mehrfachen Änderungen der Linien- und Zugführung und die aktuelle Situation sind oben im Kapitel „Die Aspangbahn heute“ beschrieben.

### Wien Aspangbahnhof - Maria Lanzendorf
Das Areal des Wiener Aspangbahnhofs, heute durch seine Schleifung und Wiederbebauung im Nordteil des Zwickels zwischen Aspangstraße und Adolf-Blaumauer-Gasse nicht mehr als solches erkennbar, einst Kanalhafen am Wiener Neustädter Kanal vor der Marxer Linie, ist Ausgangspunkt der Aspangbahn. Von dort, am Fuße der Arsenalterrasse, führt die Strecke im früheren Bette des Kanals parallel zum Rennweg südwärts. Entlang der westlich der Trasse mitlaufenden Leberstraße verschwenkt die Bahnlinie dann jedoch weg von der den Rennweg verlängernden Simmeringer Hauptstraße Richtung Laaer Berg und tritt damit näher an die Ostbahn heran. Parallel zu dieser, zunächst noch tiefer liegend, angeschmiegt an die Schemmerlstraße, geht es bis zum Zentralfriedhof in der Simmeringer Haide. Etwas südlich der heutigen Haltestelle Zentralfriedhof, etwa gegenüber dem Tor 11, verließ die Aspangbahn den (heutigen) geradlinigen Verlauf entlang des westlichen Friedhofsrands Richtung Schwechat (vormals Flügelbahn der Aspangbahn nach Klein Schwechat zur Donauländebahn) und verschwenkte auf der Flur nach Südwesten.
Dieser Trassenteil ist heute durch den Zentralverschiebebahnhof Kledering vollständig verschwunden. Den weiter südlich aufgelassenen Trassenteil kann man noch am Verlauf des Weges „Am Verschiebebahnhof“ bis zur Liesing erkennen. Die Überbrückung der Liesing erfolgte unter Benützung der Alten Brücke des Kanals, ist aber heute am Ostrand von Kledering unweit der Straßenbrücke über den Bach nicht mehr vorhanden.
Südlich der Liesing lässt sich die abgekommene Trasse in gerader Verlängerung des Weges „Am Verschiebebahnhof“ in den Feldern noch erahnen bzw. besteht dann als Feldweg nördlich der Wiener Außenring Schnellstraße bis etwa zur Querung der Hasenberggasse (Maria Lanzendorf) der heutigen Aspangbahntrasse fort.
Die heutige, 1979 in Betrieb genommene Linienführung zweigt von der Ostbahn nach deren Liesingquerung in Kledering westwärts direkt nach Maria Lanzendorf ab.

### Maria Lanzendorf - Sollenau
Vom Bahnhof Maria Lanzendorf aus zieht die Aspangbahn geradlinig südwestwärts über die Fluren des Wiener Beckens, überkreuzt bei Achau die Pottendorfer Linie, kurz darauf den Mödlingbach und fährt in den Bahnhof Laxenburg - Biedermannsdorf ein. Ab nun verläuft ein Stück der noch wasserführende Teil des Wiener Neustädter Kanals rechter Hand mit südwärts, bis dieser bei Neu-Guntramsdorf westwärts abbiegt, während die Aspangbahn schnurgerade weiter zum Bahnhof Traiskirchen-Aspangbahn gelangt. Nach der Ausfahrt Traiskirchen führt die Strecke in einer Linkskurve über die Schwechat, um im rechten Winkel zur eben genannten langen Geraden südostwärts Trumau anzufahren. Bei Trumau wiederum zweimaliger Richtungsknick, die Triesting dabei überbrückend, an Oberwaltersdorf vorbei gen Südosten. Von hier ab wieder nahezu schnurgerade, zunächst parallel der Triesting, bis zum ehemaligen Bahnhof „Sollenau Aspangbahn“ unmittelbar hinter der 2. Kreuzung mit dem Wiener Neustädter Kanal. Das ehemalige stattliche Bahnhofsgelände ist heute nicht mehr erkennbar, bis etwa 2015 befand sich unter anderem darauf ein Sägewerk des Konzerns Stora Enso.
Die dann ursprüngliche Trassierung, heute noch gut anhand eines Grünstreifens von der Wiener Straße über die Schönauer Straße an die Leobersdorfer Straße (Nord-Süd-Teil) erkennbar, mündete etwa am Südende der heutigen Bauhofgasse in die Südbahn.
Seit 1975 umfährt die Aspangbahn in weitem Bogen Sollenau am Nordrand und gesellt sich auf Höhe der ehemaligen Überführung der Schneebergbahn (über die Südbahn) zu Letzterer.

### Wiener-Neustadt - Aspang
Die Aspangbahn verlässt den Hauptbahnhof Wiener Neustadt in südöstlicher Richtung gebündelt mit der Bahnstrecke Wiener Neustadt–Sopron, löst sich aber bei der Frohsdorfersiedlung von letzterer südwärts und durchmisst schnurgerade das Steinfeld (Niederösterreich) bis Kleinwolkersdorf.
In Form eines langgestreckten S im Linienverlauf wird nicht nur die Leitha vor Bad Erlach überbrückt, sondern auch gleich der Eintritt ins Pittental vorgenommen. Bis etwa Scheiblingkirchen hält sich die Trasse dann an den westlichen Hangfuß, hernach - bis auf ein kurzes Stück nach Grimmenstein - an den östlichen bis zum Bahnhof Aspang.
Im Jahr 1910 wurde durch eine Strecke von Aspang über den Wechsel nach Friedberg – der „Wechselbahn“ – der Lückenschluss zu der bereits bestehenden Eisenbahn von Fehring über Hartberg nach Friedberg, heute Thermenbahn, hergestellt. Damit war ein durchgehender Verkehr über Gleisdorf bis nach Graz möglich. Da diese Strecken aber nicht zur EWA gehörten, wurden sie auch nicht von deren Fahrzeugen befahren.
Da die Fahrzeit von Wien nach Graz über den Wechsel wesentlich länger ist als auf der Südbahn über den Semmering, kommt der Aspangbahn nur lokale Bedeutung zu. Schnellzüge verkehren auf der Aspangbahn nicht, die „Sprinter“ brauchen von Wien nach Graz vier Stunden.
Heute wird der Streckenabschnitt von Wien Zentralverschiebebahnhof bis Felixdorf als „Innere Aspangbahn“ und der Streckenabschnitt von Wiener Neustadt bis Aspang als „Äußere Aspangbahn“ bezeichnet. Die Strecke ist nicht elektrifiziert.

## Betriebsstellen

### Innere Aspangbahn

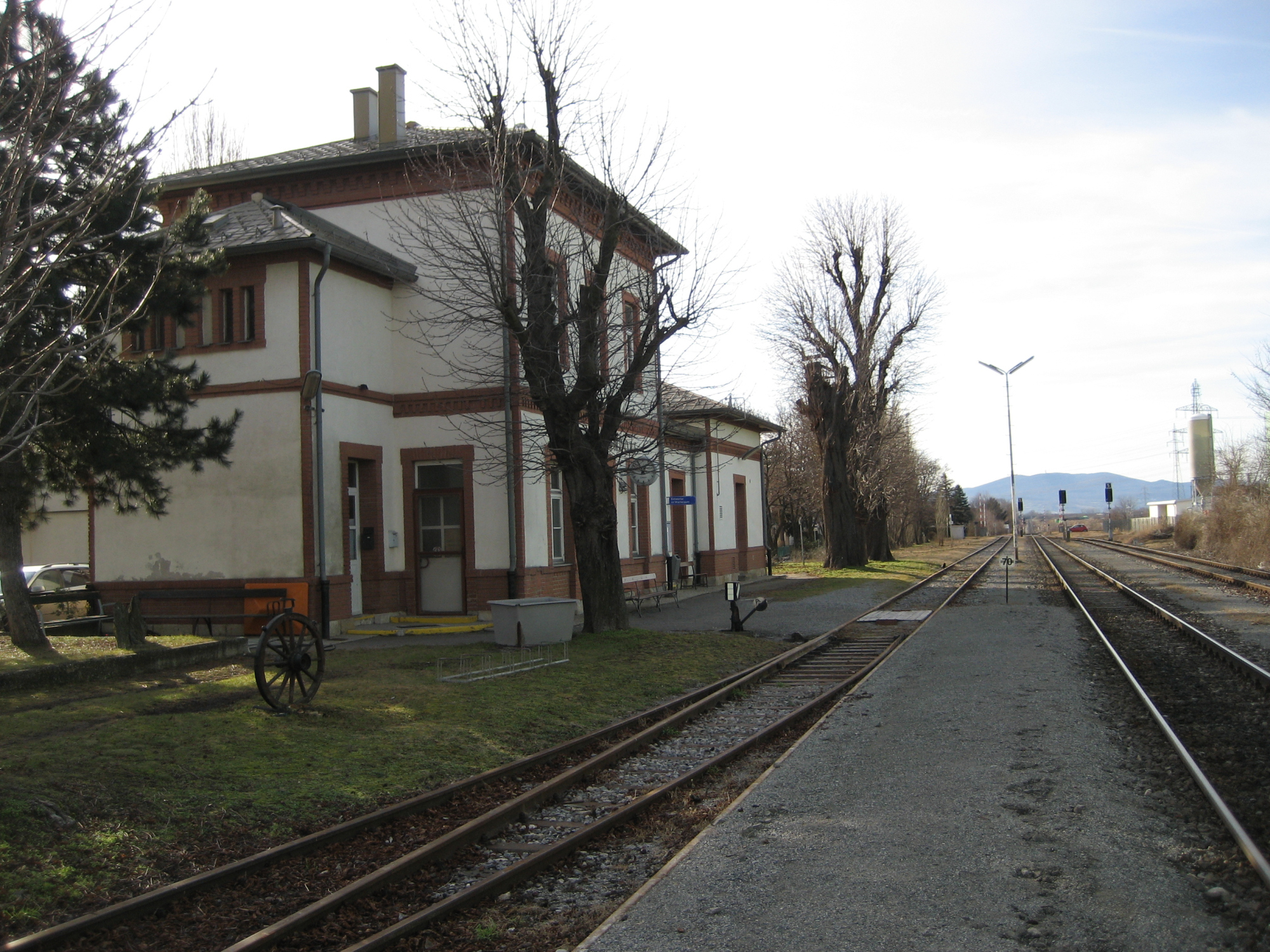
Aufnahmsgebäude und Gleisanlagen im Bahnhof Maria Lanzendorf; Blickrichtung Biedermannsdorf

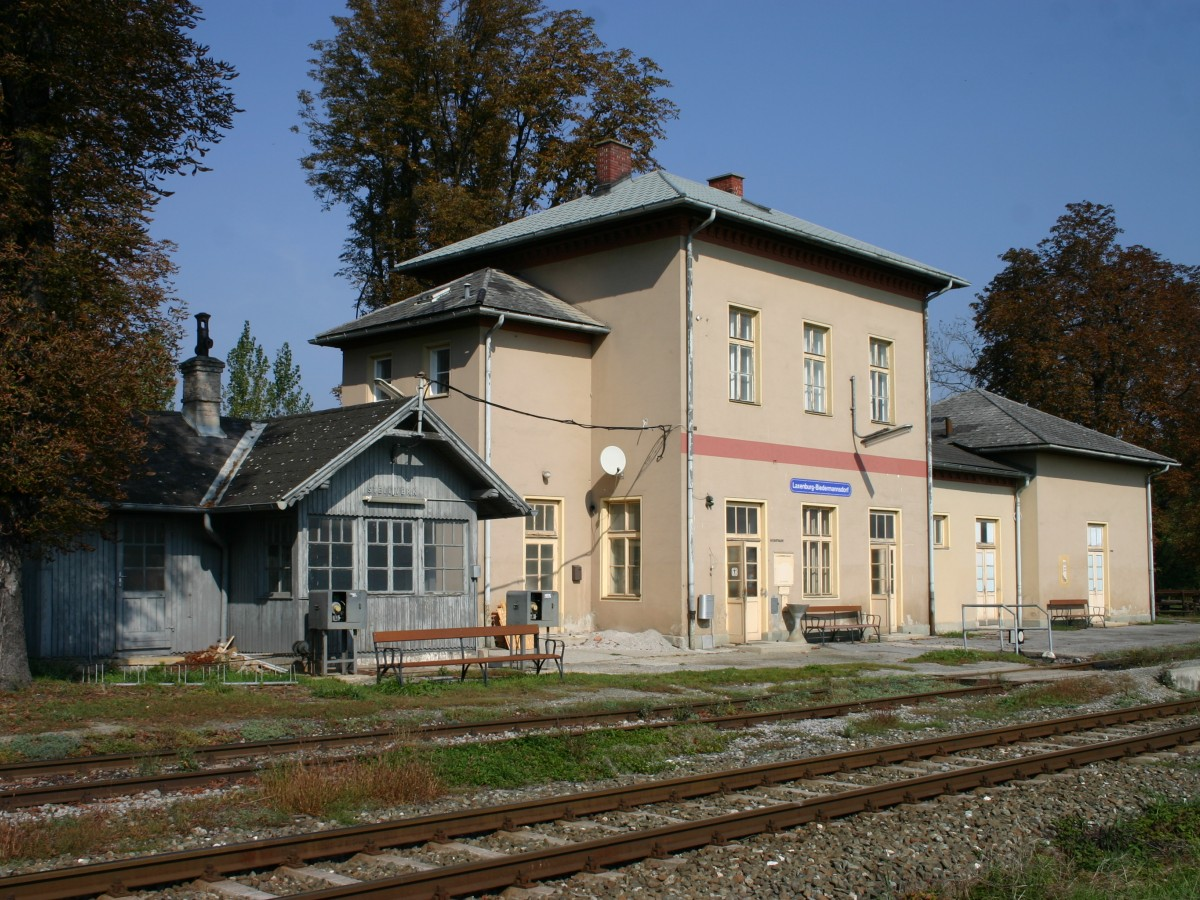
Aufnahmsgebäude und Stellwerk im Bahnhof Laxenburg-Biedermannsdorf; die ursprüngliche Fassadengestaltung fehlt vollständig

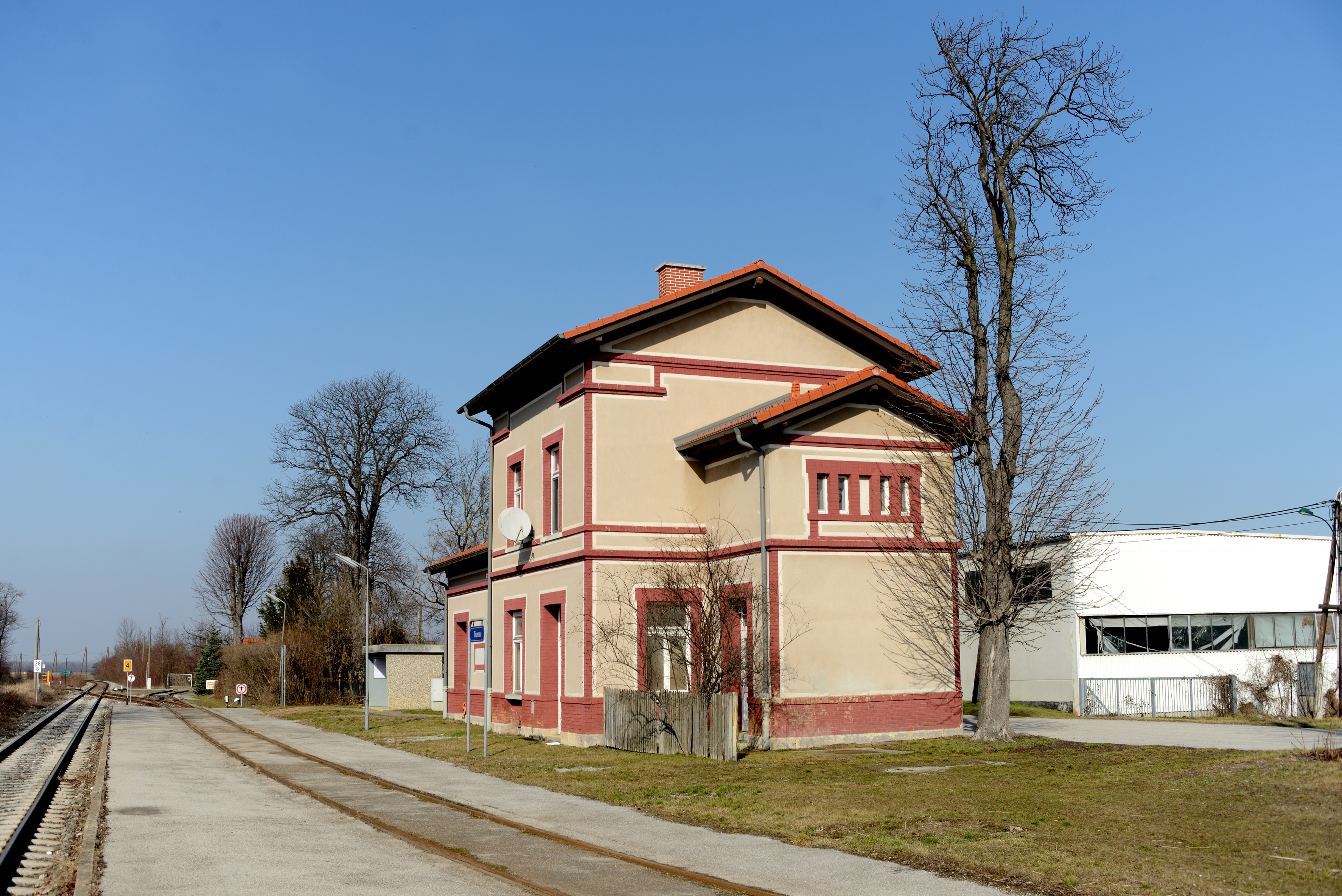
Aufnahmsgebäude in der Halte- und Ladestelle Trumau

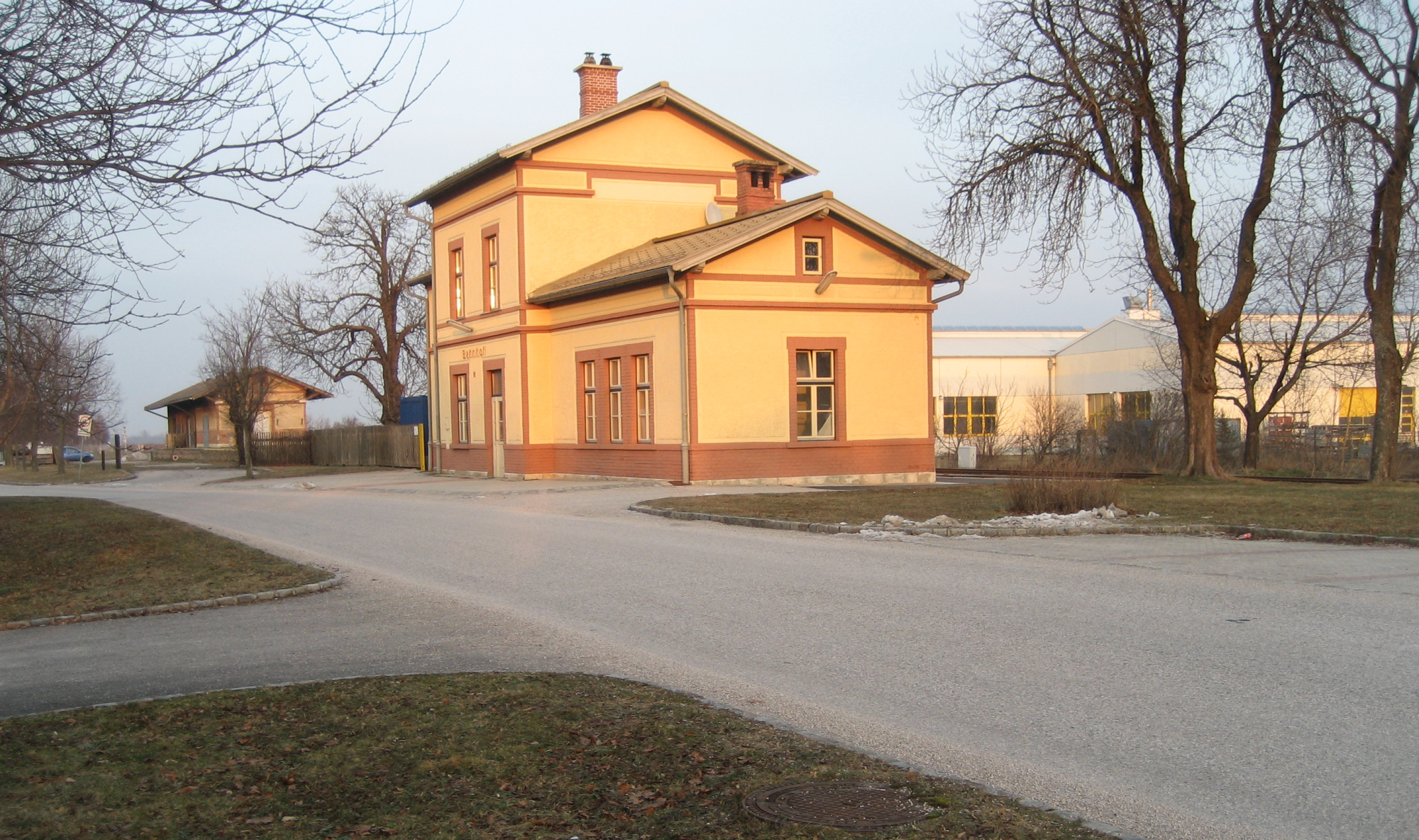
Denkmalgeschütztes Aufnahmsgebäude und Gütermagazin in der Halte- und Ladestelle Oberwaltersdorf

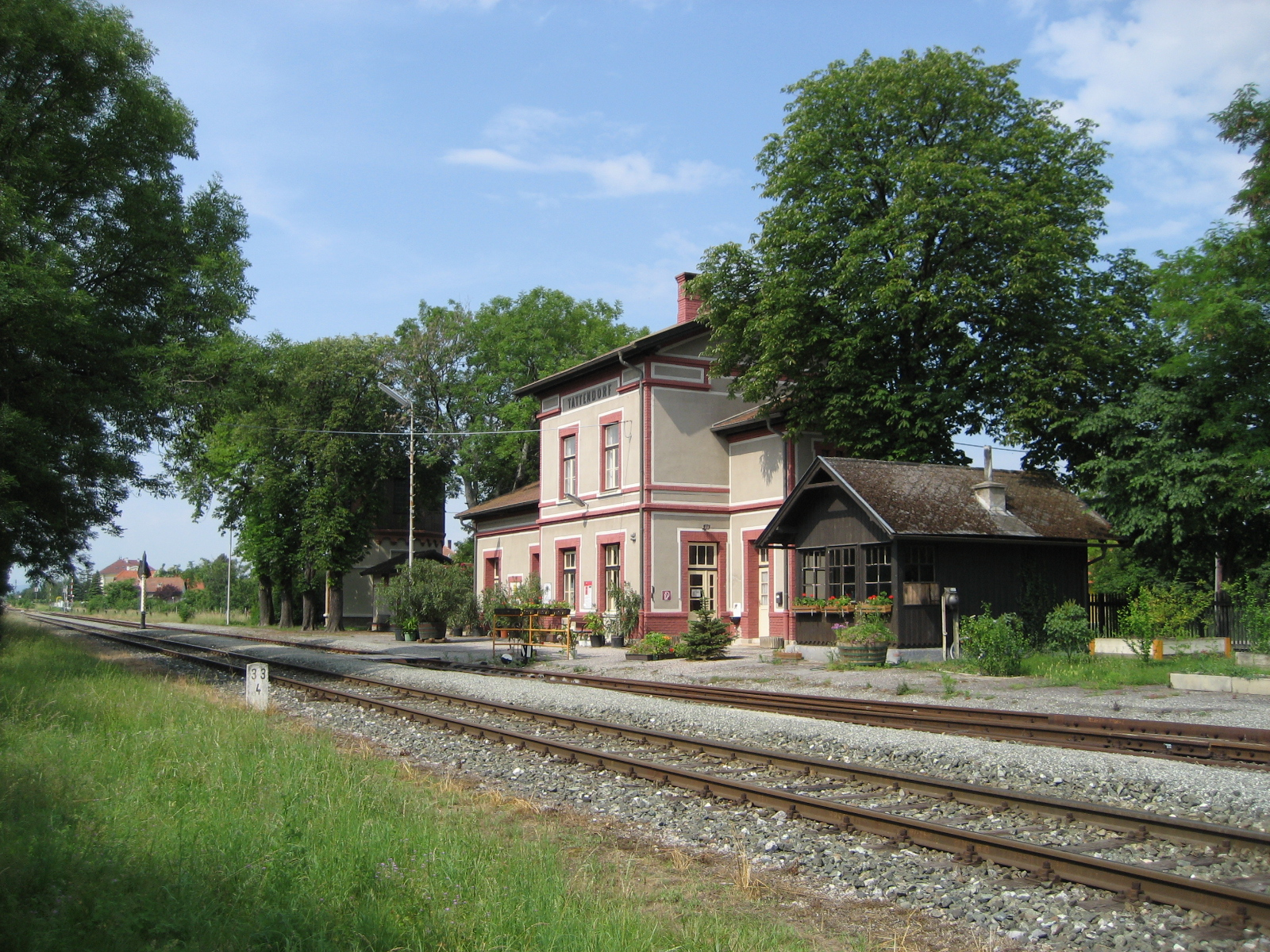
Das im Bahnhof Tattendorf stehende Aufnahmsgebäude weist noch das typische Ensemble der Aspangbahn auf und wurde deshalb unter Denkmalschutz gestellt.

Anmerkung: Nicht mehr existente bzw. für die Aspangbahn nicht mehr existente Betriebsstellen sind kursiv angeführt.
- ; Anschluss Wiener Verbindungsbahn
  - 21. Oktober 1881 eröffnet

- ; Wien Aspangbahnhof
  - 7. August 1881 als Kopfbahnhof eröffnet
  - 21. Oktober 1881 zum Durchgangsbahnhof adaptiert
  - Bahnhof mit fünf Hauptgleisen und zahlreichen Nebengleisen, fünf Bahnsteige, Heizhaus mit Drehscheibe, mehrere Rampen und Gütermagazine, Aufnahmsgebäude mit Bahnhofrestauration, zwei Anschlussbahnen im Bahnhof
  - 23. Mai 1971 Personenabfertigung aufgelassen
  - 1977 Aufnahmsgebäude abgetragen
  - 25. Mai 1979 für den Betrieb der Aspangbahn aufgelassen
  - 1. Juli 2001 aufgelassen
  - 15. Dezember 2002 Wiederinbetriebnahme der Tunnelstrecke für die Flughafenschnellbahn „S7“

- ; Simmering Aspangbahn
  - 10. Mai 1882 als provisorische Sommerhaltestelle eröffnet
  - 1. Dezember 1891 Umwandlung in Halte- und Ladestelle mit Namen „Simmering Aspangbahn“
  - 1901 Umwandlung zum Bahnhof
  - zwei Hauptgleise, zwei Nebengleise, vier Anschlussbahnen im Bahnhof
  - 23. Mai 1971 Personenverkehr eingestellt
  - 25. Mai 1979 für den Betrieb der Aspangbahn aufgelassen
  - 1. Juli 2001 aufgelassen

- ; Wien Zentralfriedhof
  - 7. August 1881 als Bahnhof eröffnet
  - vier Hauptgleise, vier Nebengleise, eine Anschlussbahn im Bahnhof, Lokomotivschuppen, Wasserturm
  - 29. November 1881 Abzweigbahnhof zur Flügelbahn nach Klein Schwechat
  - 25. Mai 1979 für den Betrieb der Aspangbahn aufgelassen
  - 15. Dezember 2002 Wiederinbetriebnahme für die Flughafenschnellbahn „S7“

- ; Abzweigung Laaerberg
  - 28. Oktober 1881 für Anschluss zum Bahnhof Oberlaa eröffnet
  - 1916 Erweiterung mit Anschluss zur Strecke nach Simmering
  - 4. Mai 1937 aufgelassen
  - 1. April 1940 wiedererrichtet
  - Mai 1955 aufgelassen

- ; Ober Lanzendorf
  - 19. Juli 1884 Haltestelle eröffnet
  - 1901 aufgelassen

- ; Maria Lanzendorf
  - 7. August 1881 als Bahnhof eröffnet
  - vier Hauptgleise, zwei Nebengleise, vier Anschlussbahnen im Bahnhof
  - heute drei Hauptgleise mit Randbahnsteig, ein Nebengleis, zwei Anschlussbahnen im Bahnhof

- ; Laxenburg-Biedermannsdorf
  - 7. August 1881 als Bahnhof mit Namen „Biedermannsdorf“ eröffnet
  - zwei Hauptgleise, ein Nebengleis, zwei Anschlussbahnen im Bahnhof
  - 22. Mai 1932 nach Einstellung der „Laxenburger Bahn“ Mödling – Laxenburg Namensänderung auf „Laxenburg-Biedermannsdorf“
  - heute zwei Hauptgleise mit Randbahnsteig, ein Nebengleis, eine Anschlussbahn ohne Firmenanschluss im Bahnhof

- ; Guntramsdorf-Kaiserau
  - 1. Februar 1899 als Haltestelle eröffnet
  - 1. August 1899 zur Halte- und Ladestelle erweitert
  - 1901 zum Bahnhof aufgewertet
  - drei Hauptgleise, ein Nebengleis
  - 1943 Erweiterung mit fünf Nebengleisen für Flugmotorenwerke Ost
  - 1947 Rückbau auf Halte- und Ladestelle
  - 1. August 1969 durch Schaffung des IZ NÖ-Süd wieder Aufwertung zum Bahnhof
  - 1983 wieder Erweiterung auf drei Hauptgleise und sechs Nebengleise; vier Anschlussbahnen im Bahnhof
  - 1984 Ausstattung mit einer Gleisbrückenwaage
  - heute drei Hauptgleise mit einem Randbahnsteig, sechs Nebengleise, drei Anschlussbahnen im Bahnhof

- ; Möllersdorf Aspangbahn
  - 19. Juli 1883 als „Möllersdorf Haltestelle“ im km 23,330 eröffnet[10]
  - um 1926 aufgelassen
  - 1944 im km 23,170 wiedereröffnet
  - 1946 Namensänderung auf „Möllersdorf Aspangbahn“

- ; Traiskirchen Aspangbahn
  - 7. August 1881 Bahnhof mit Namen „Traiskirchen“ eröffnet
  - drei Hauptgleise, zwei Nebengleise
  - 28. Jänner 1900 Anschluss zur Strecke nach Wienersdorf (heute Tribuswinkel) der Wiener Lokalbahnen
  - 1901 Namensänderung auf „Traiskirchen Aspangbahn“
  - 1910 – 1955 Anschluss zur „Stamm-Anschlussbahn Möllersdorf – Traiskirchen“, an die fünf Anschlussbahnen angeschlossen sind
  - heute drei Hauptgleise mit Randbahnsteig, ein Nebengleis, eine Anschlussbahn im Bahnhof

- ; Trumau
  - 7. August 1881 als Bahnhof eröffnet
  - zwei Hauptgleise, ein Nebengleis
  - 28. Mai 1967 Umwandlung in Halte- und Ladestelle
  - heute Streckengleise mit Randbahnsteig, ein Nebengleis zwei Anschlussbahnen

- ; Oberwaltersdorf
  - 7. August 1881 als Bahnhof eröffnet
  - zwei Hauptgleise, ein Nebengleis
  - 1. Jänner 1952 Umwandlung in Halte- und Ladestelle
  - heute Streckengleis mit Randbahnsteig

Das Aufnahmsgebäude und das Gütermagazin stehen unter Denkmalschutz (Listeneintrag).
- ; Tattendorf
  - 7. August 1881 als Bahnhof eröffnet
  - drei Hauptgleise, ein Nebengleis, Wasserturm, zwei Anschlussbahnen im Bahnhof
  - 15. Mai 1928 – 31. August 1932 Anschlussbahnhof zur Lokalbahn Felixdorf–Tattendorf (1914 als Militär-Schleppbahn errichtet)
  - heute zwei Hauptgleise mit Randbahnsteig, ein Nebengleis

Das Aufnahmsgebäude, das WC, das Gütermagazin, das Stellwerk und der Wasserturm stehen unter Denkmalschutz (Listeneintrag).
- ; Teesdorf
  - 20. Februar 1886 als Haltestelle eröffnet

- ; Günselsdorf
  - 10. Juli 1909 als Betriebsausweiche eröffnet
  - zwei Hauptgleise
  - 1. September 1925 aufgelassen

- ; Schönau
  - 20. März 1884 als Haltestelle eröffnet
  - 3. Oktober 1937 aufgelassen

- ; Sollenau Aspangbahnhof
  - 23. August 1883 als Bahnhof mit Namen „Sollenau Lokalbahn“ mit der Eröffnung der Lokalbahn Ebenfurth–Wittmannsdorf mit vier Hauptgleisen und zwei Nebengleisen eröffnet
  - in der Folge Erweiterung auf sechs Hauptgleise und drei Nebengleise, vier Bahnsteige (davon zwei gedeckt), Lokomotivschuppen, Drehscheibe, Wasserturm; Aufnahmsgebäude mit Bahnhofrestauration
  - 27. August 1900 Anschluss der Flügelstrecke Sollenau–Steinbrückl–Feuerwerksanstalt der Schneebergbahn
  - 1907–1927 Anschlussbahnhof zur Pulverfabrik Blumau
  - 1915–1945 erreicht der Bahnhof mit acht Hauptgleisen, vier Nebengleisen und zwei Abstellgleisgruppen seine größte Ausdehnung
  - 19. August 1922 Namensänderung auf „Sollenau Hauptbahnhof“
  - 28. Oktober 1922 Namensänderung auf „Sollenau Aspangbahnhof“
  - 3. Oktober 1937 Flügelstrecke der Schneebergbahn aufgelassen
  - 1. Mai 1939 Namensänderung auf „Sollenau“
  - 4. Oktober 1953 nach Auflassung der Lokalbahn Ebenfurth–Wittmannsdorf Umwandlung in Halte- und Ladestelle
  - 26. Oktober 1958 Umwandlung in Haltestelle, Abtragung aller Weichen und Gleise
  - 14. Juli 1975 aufgelassen[11]

- ; Sollenau Haltestelle
  - ursprünglich nur Haltestelle der Südbahn
  - seit 14. Juli 1975 ebenso Haltestelle der Aspangbahn (unbesetzt)

- ; Felixdorf
  - Bahnhof der Südbahn

### Äußere Aspangbahn

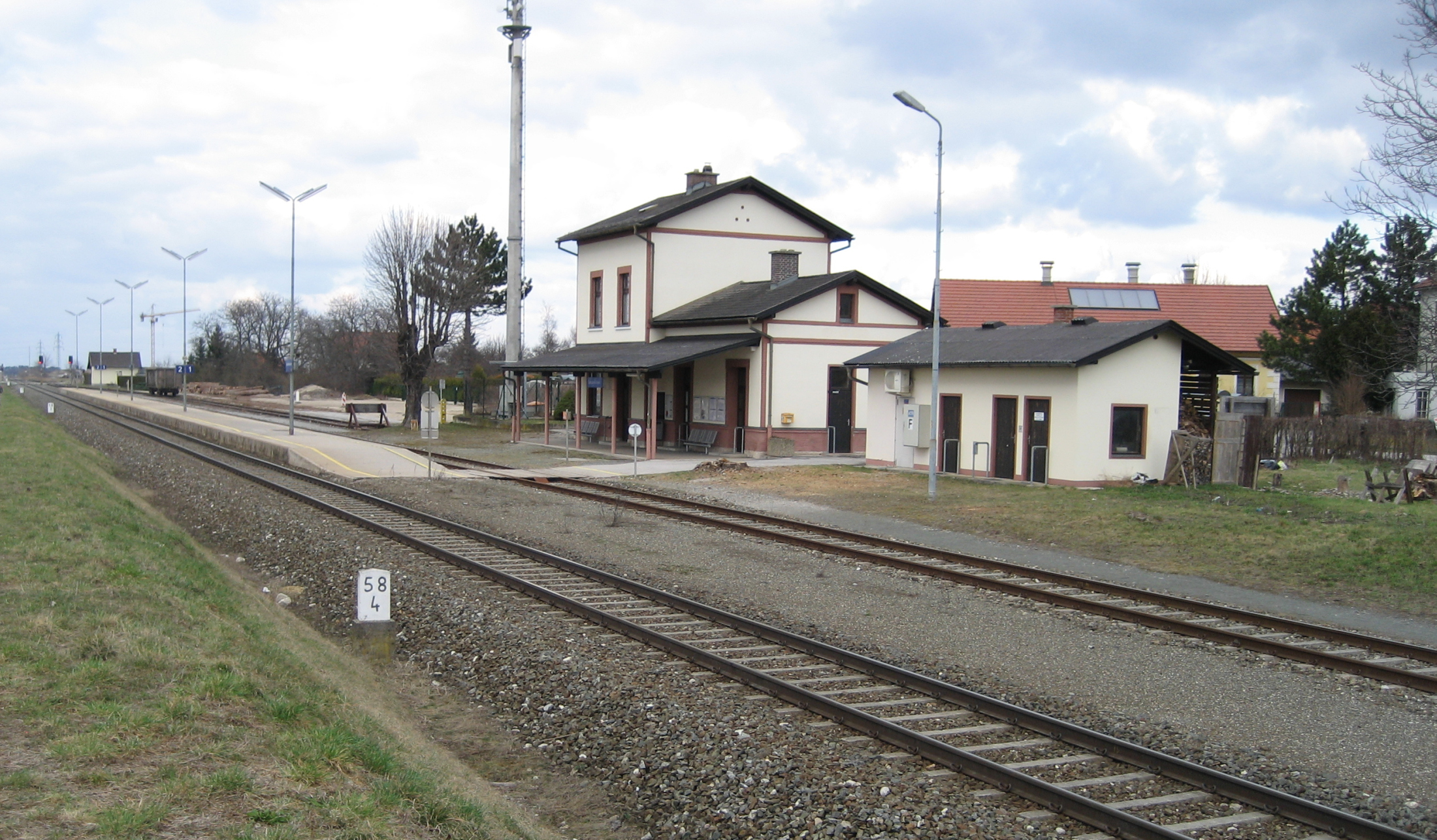
Bahnhof Lanzenkirchen, vormals Klein Wolkersdorf.

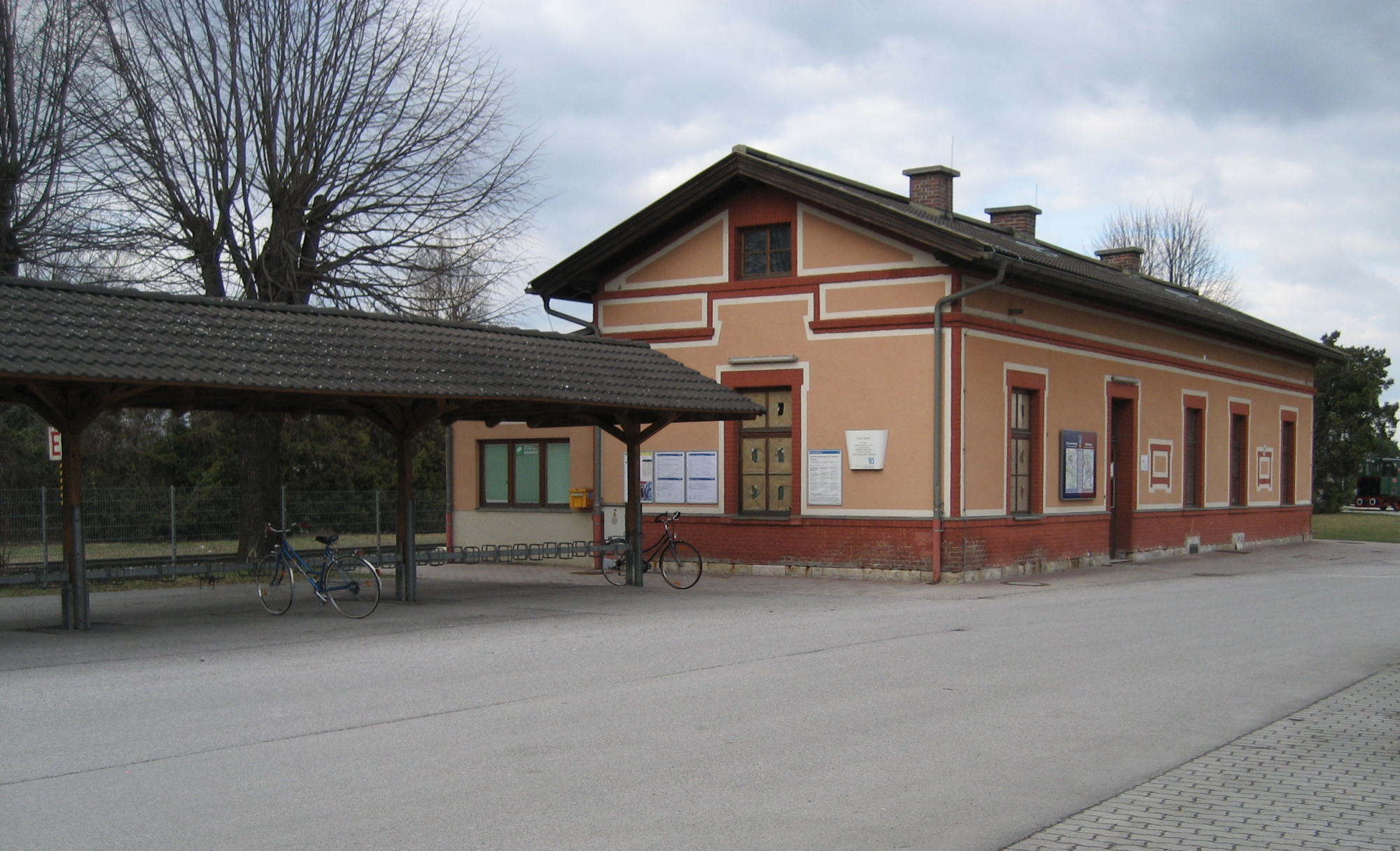
Denkmalgeschütztes Aufnahmsgebäude des Bahnhofs Bad Erlach.

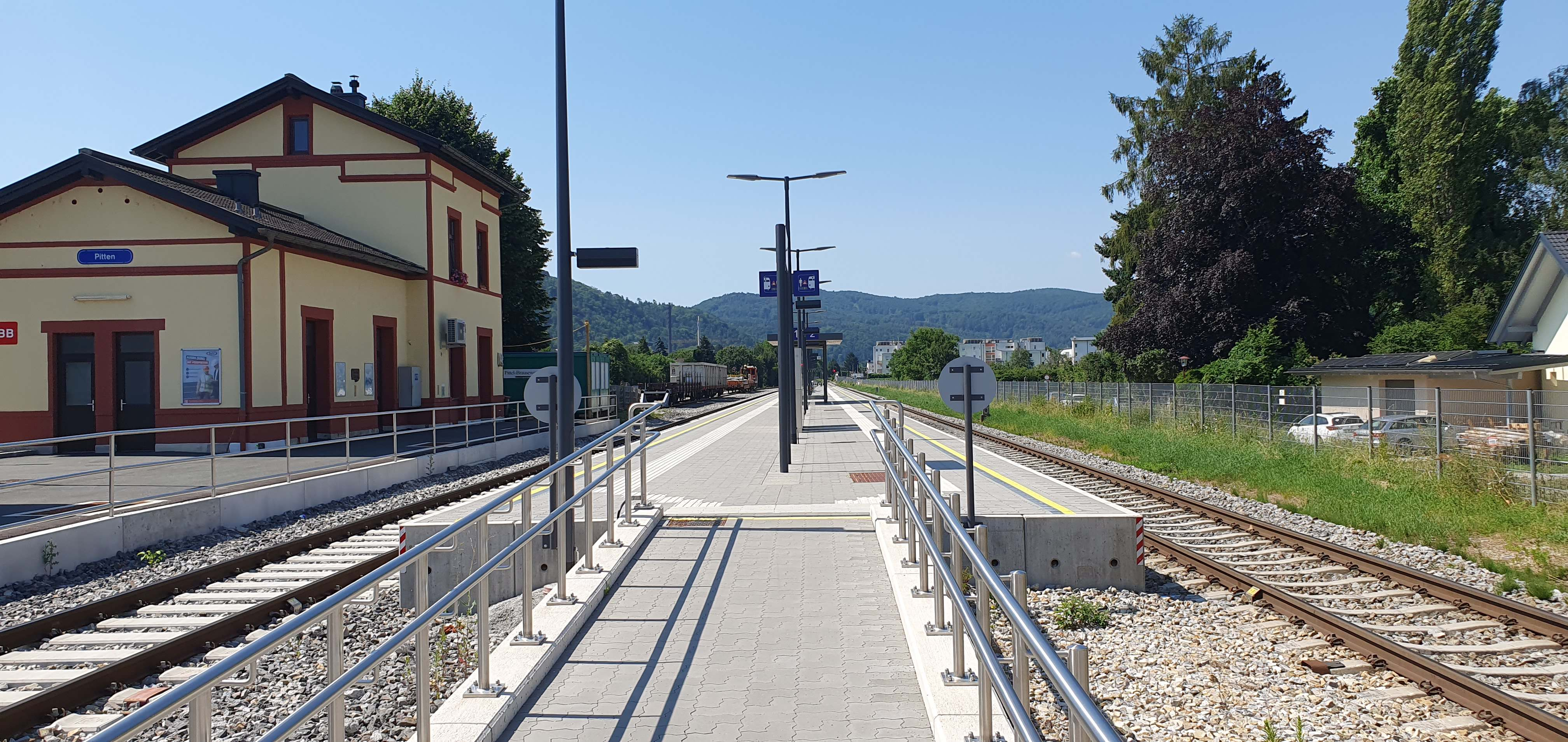
Bahnhof Pitten in aktueller Ansicht (2023)

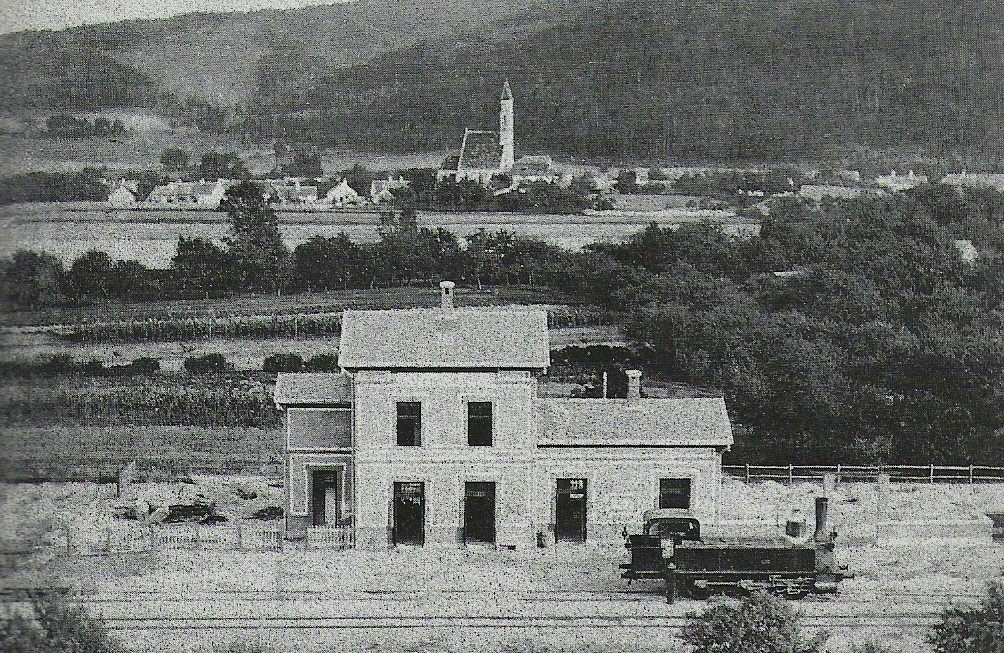
Bahnhof Seebenstein im Bau (1881).

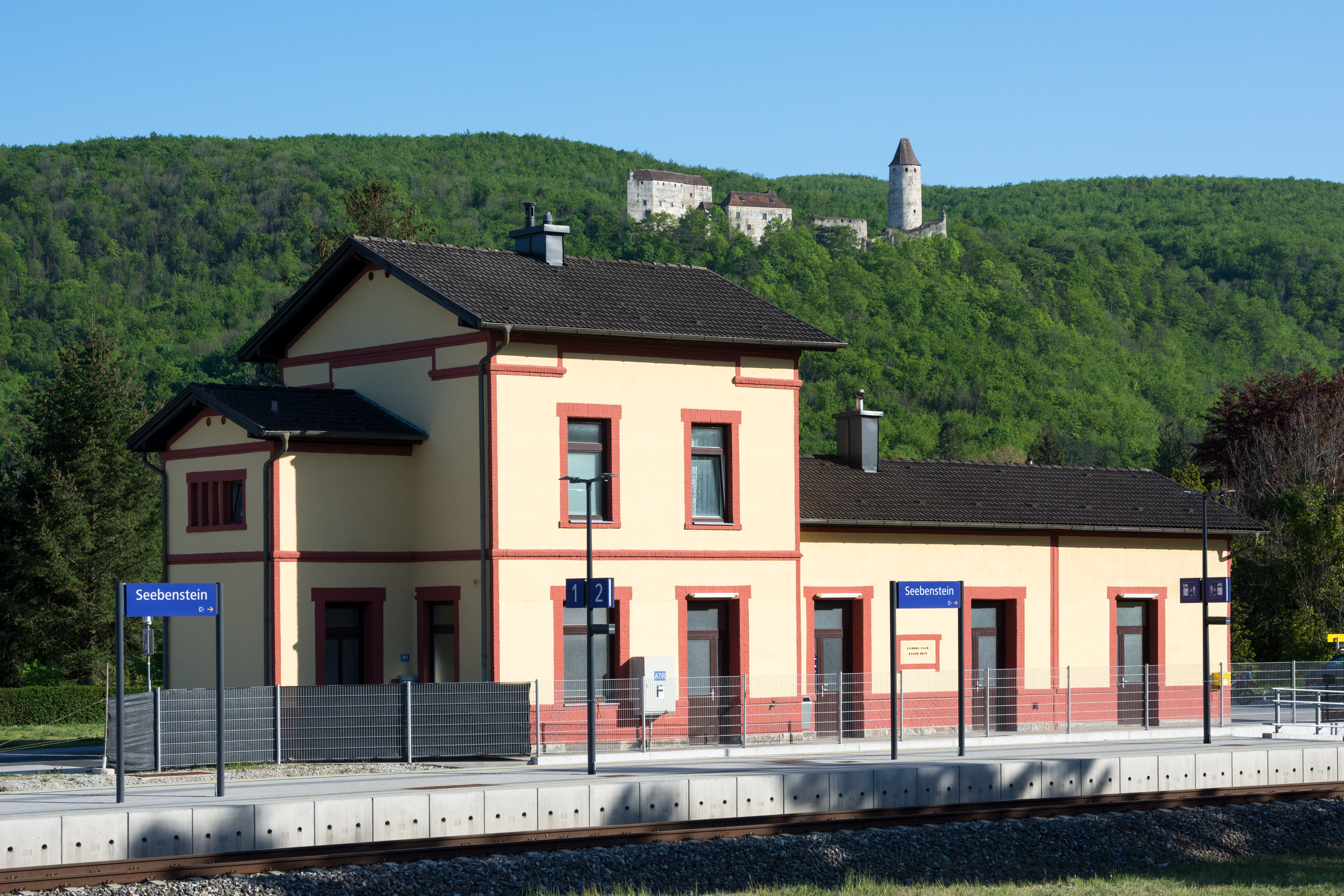
Bahnhof und Burg Seebenstein (2021).

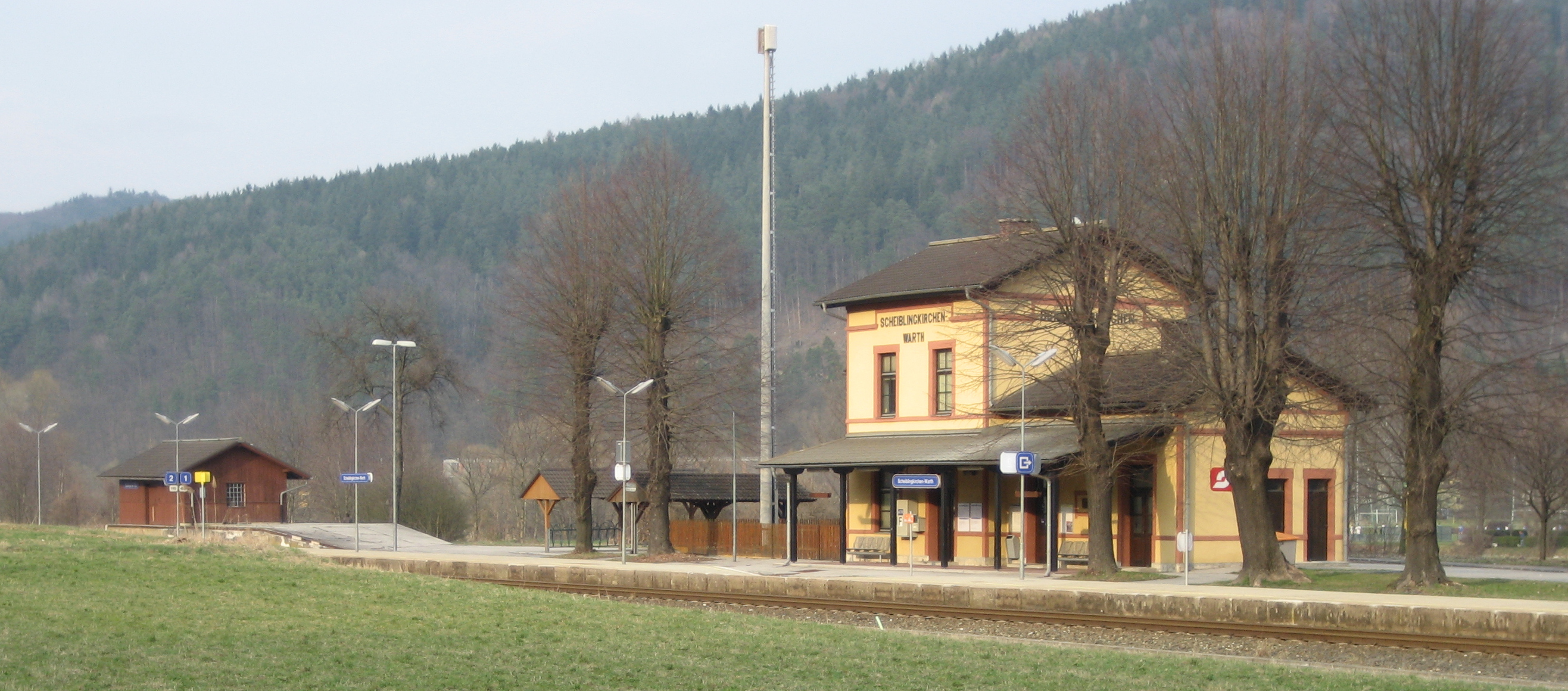
Denkmalgeschütztes Aufnahmsgebäude des Bahnhofs Scheiblingkirchen-Warth.

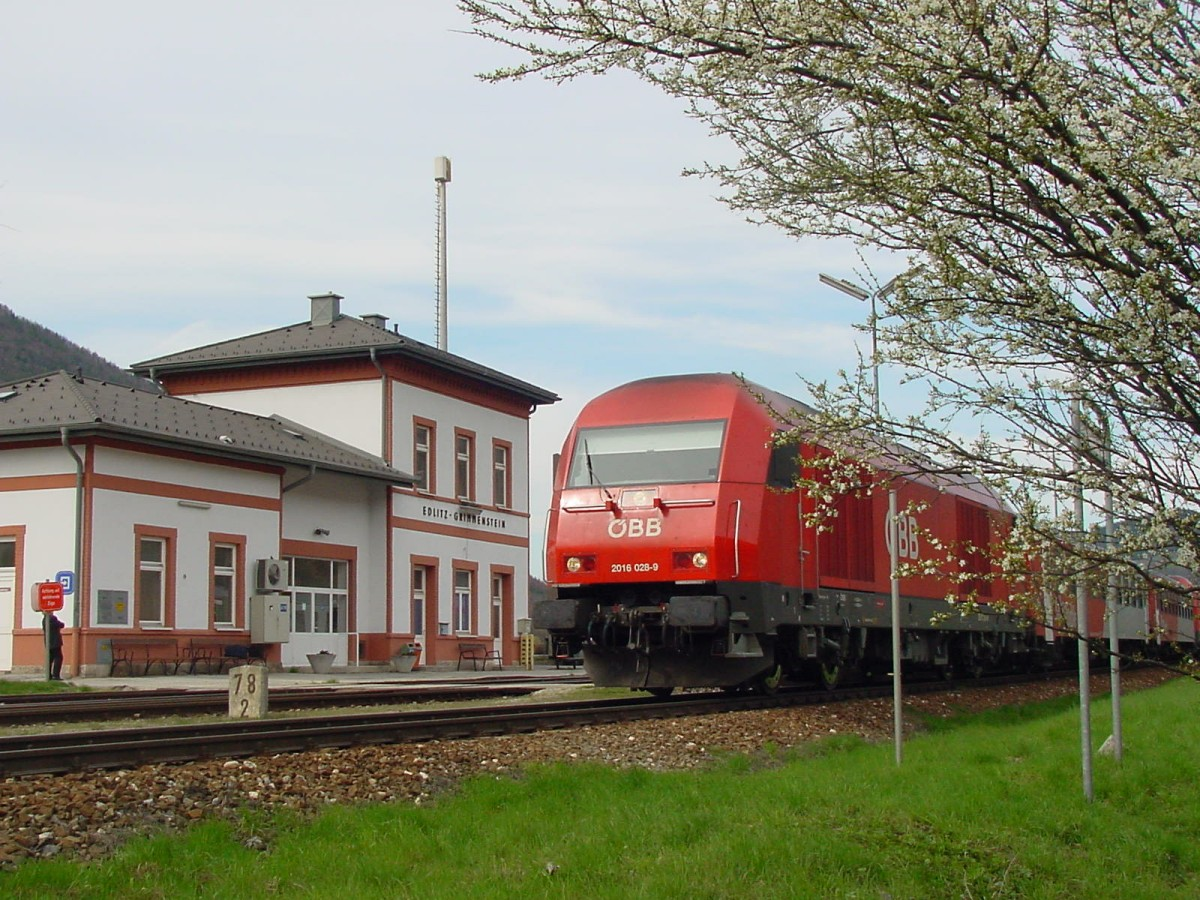
Bahnhof Edlitz-Grimmenstein.

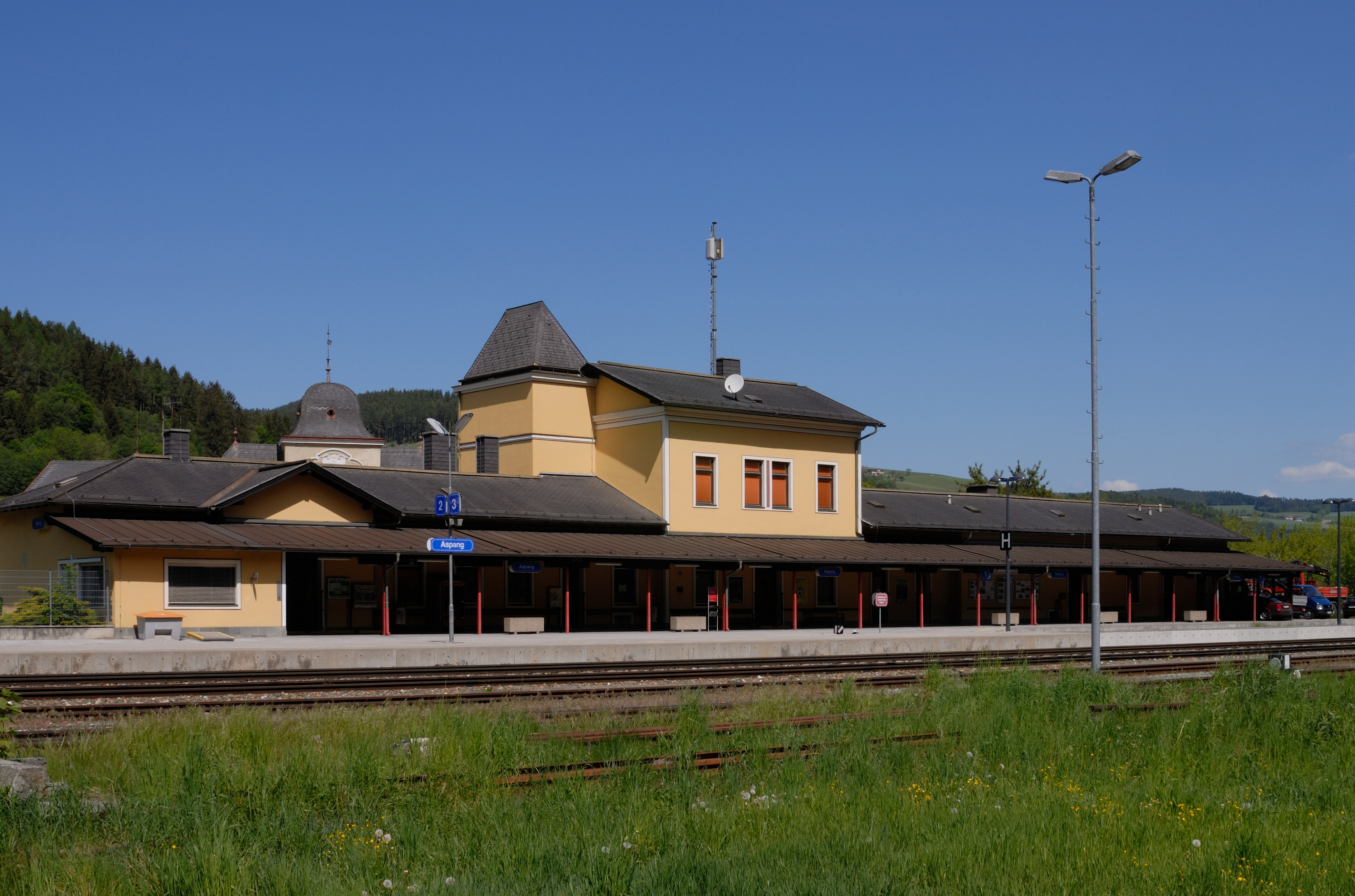
Bahnhof Aspang, 2008

Anmerkung: Nicht mehr existente Betriebsstellen sind kursiv angeführt.
- ; Wiener Neustadt Hbf
  - Bahnhof der Südbahn

- ; Abzweigung Steinfeld
  - 15. April 1942 eröffnet
  - heute Teil des Bahnhofes Wiener Neustadt Hbf

- ; Katzelsdorf
  - 19. Juli 1883 Haltestelle eröffnet
  - 1899 aufgelassen

- ; Lanzenkirchen
  - 7. August 1881 eröffnet
  - drei Hauptgleise, ein Nebengleis
  - bis 1930 Sitz einer Bahnmeisterei
  - heute: unbesetzter Bahnhof, zwei Hauptgleise mit Mittelbahnsteig, ein Nebengleis
  - 14. Dezember 2008 Namensänderung von „Klein Wolkersdorf“ auf „Lanzenkirchen“

- ; Bad Erlach
  - 7. August 1881 Bahnhof eröffnet
  - zwei Hauptgleise und zwei Nebengleise, drei Anschlussbahnen im Bahnhof
  - 1. Mai 1939 Namensänderung auf „Erlach (Pitten)“
  - 23. März 1946 Namensänderung auf „Erlach“
  - heute: unbesetzter Bahnhof, zwei Hauptgleise mit Mittelbahnsteig
  - 14. Dezember 2008 Namensänderung auf „Bad Erlach“

Das Aufnahmsgebäude steht unter Denkmalschutz (Listeneintrag).
- ; Brunn an der Pitten
  - 19. Juli 1883 Haltestelle im km 63,714 eröffnet
  - 2. Oktober 1882 – 1939 Anschlussbahn für k.k. Papierfabrik
  - 1929 – 1931 Anschlussbahn für Erzbergwerk Pitten
  - 1. Oktober 1938 Umbenennung in „Brunn (Pitten)“
  - Juli 1942 Haltestelle nach km 63,817 verlegt
  - 23. März 1946 Umbenennung in „Brunn an der Pitten“
  - 15. Oktober 1952 – 1974 Anschlussbahn für die Firma Wüster
  - heute unbesetzte Haltestelle

- ; Pitten
  - 7. August 1881 eröffnet
  - drei Hauptgleise, zwei Nebengleise, Wasserturm
  - September 1973 Abtrag Wasserturm
  - heute: unbesetzter Bahnhof, zwei Hauptgleise mit Mittelbahnsteig, ein Nebengleis

- ; provisorisches Streckenende km 65,115
  - 7. August – 28. Oktober 1881

- ; Sautern-Schiltern
  - 19. Juli 1883 Haltestelle mit Namen „Sautern-Schildern“ eröffnet
  - 15. April 1949 Umbenennung in „Sautern-Schiltern“
  - 24. Oktober 1900 bis 14. Juli 1987 Anschlussbahn für die Firma Hamburger
  - heute unbesetzte Haltestelle

- ; Seebenstein
  - 28. Oktober 1881 eröffnet
  - zwei Hauptgleise, ein Nebengleis
  - 7. Oktober 1910 Bahnmeisterposten aufgelassen
  - heute: unbesetzter Bahnhof, zwei Hauptgleise

- ; Gleißenfeld
  - 19. Juli 1883 Haltestelle mit Namen „Gleissenfeld“ eröffnet
  - 20. Mai 1951 Umbenennung in „Gleißenfeld“
  - Sommer 2023 Haltestelle wurde ca. 250 m nach Südosten verlegt
  - heute unbesetzte Haltestelle

- ; Scheiblingkirchen-Warth
  - 28. Oktober 1881 Bahnhof mit Namen „Scheiblingkirchen“ eröffnet
  - zwei Hauptgleise, ein Nebengleis
  - 1. Mai 1907 Namensänderung in „Scheiblingkirchen-Warth“
  - heute: unbesetzter Bahnhof, zwei Hauptgleise mit Mittelbahnsteig, ein Nebengleis

Das Aufnahmsgebäude steht unter Denkmalschutz (Listeneintrag).
- ; Warth
  - Bedarfshaltestelle um 1930 (laut Gemeindechronik), schien nie offiziell im Fahrplan auf

- ; Petersbaumgarten
  - 19. Juli 1883 Haltestelle eröffnet
  - heute unbesetzte Haltestelle

- ; Edlitz-Grimmenstein
  - 28. Oktober 1881 Bahnhof mit Namen „Edlitz“ eröffnet
  - 1. Oktober 1906 Namensänderung auf „Edlitz-Grimmenstein“
  - heute: unbesetzter Bahnhof, zwei Hauptgleise mit Mittelbahnsteig, ein Nebengleis, eine Anschlussbahn im Bahnhof

- ; Feistritz-Kirchberg
  - 19. Juli 1883 Haltestelle mit Namen „Feistritzthal“ eröffnet
  - 1. Mai 1902 Namensänderung in „Feistritz-Kirchberg“
  - 26. Mai 1996 aufgelassen

- ; Aspang
  - 28. Oktober 1881 eröffnet
  - vier Hauptgleise, vier Nebengleise, Heizhaus, Drehscheibe (Durchmesser 15,5 Meter), Wasserturm
  - 1910 Erweiterung mit vier Nebengleisen, zweitem Heizhaus (für die k.k. Staatsbahn), Vergrößerung Aufnahmsgebäude, Errichtung einer Bahnhofsrestauration
  - 29. September 1973 Abtrag Wasserturm
  - 1977 Abtrag beider Heizhäuser, der Drehscheibe und aller Gleise der Zugförderungsanlage
  - 1999 Umbau aller Gleisanlagen und Errichtung eines Mittelbahnsteiges
  - 5. Juni 2000 Inbetriebnahme der Fernsteuerzentrale für die gesamte Strecke von Wiener Neustadt (ausschließlich) bis Aspang im „vereinfachten Fernsteuerbetrieb“ (früher „Zugleitbetrieb“)
  - heute: nur mehr mit Fahrdienstleiter besetzter Bahnhof, vier Hauptgleise mit Mittelbahnsteig, fünf Nebengleise

- ; Eigentumsgrenze km 85,236
  - 12. Oktober 1910 bis 1. Jänner 1942

- ; ehemaliges Streckenende km 85,241
  - 28. Oktober 1881 bis 12. Oktober 1910 (Inbetriebnahme der Wechselbahn)

## Flügelbahn nach Klein Schwechat
| Streckennummer: | 191 01               |                                            |                                            |
| Streckenlänge: | 3,866 km             |                                            |                                            |
| Spurweite: | 1435 mm (Normalspur) |                                            |                                            |
| Stromsystem: | 15 kV 16,7 Hz ~      |                                            |                                            |
| |                      |                                            |                                            |
| \| \| \| Aspangbahn von Wien Aspangbahnhof \| \| \| \| 0,000 \| Wien Zentralfriedhof \| 188 m ü. A. \| \| \| \| „Friedhof-Schleife“ nach Wien Zvbf \| \| \| \| \| Stammstrecke der Aspangbahn nach Felixdorf \| \| \| \| 1,750 \| Zentralfriedhof-Kledering \| 178 m ü. A. \| \| \| \| „Schwechater-Schleife“ von Wien Zvbf \| \| \| \| \| Donauländebahn von Oberlaa \| \| \| \| 3,866 \| Klein-Schwechat \| 171 m ü. A. \| \| \| \| nach Mannersdorf \| \| \| \| \| Donauländebahn nach Wien Albern Hafen Lst. \| \| |                      |                                            |                                            |
| Strecke (außer Betrieb) |                      | Aspangbahn von Wien Aspangbahnhof          | Aspangbahn von Wien Aspangbahnhof          |
| Bahnhof (Strecke außer Betrieb) | 0,000                | Wien Zentralfriedhof                       | 188 m ü. A.                                |
| Abzweig geradeaus und nach rechts (Strecke außer Betrieb) |                      | „Friedhof-Schleife“ nach Wien Zvbf         | „Friedhof-Schleife“ nach Wien Zvbf         |
| Abzweig geradeaus und nach rechts (Strecke außer Betrieb) |                      | Stammstrecke der Aspangbahn nach Felixdorf | Stammstrecke der Aspangbahn nach Felixdorf |
| Haltepunkt / Haltestelle (Strecke außer Betrieb) | 1,750                | Zentralfriedhof-Kledering                  | 178 m ü. A.                                |
| Abzweig ehemals geradeaus und von rechts |                      | „Schwechater-Schleife“ von Wien Zvbf       | „Schwechater-Schleife“ von Wien Zvbf       |
| Abzweig geradeaus und von rechts |                      | Donauländebahn von Oberlaa                 | Donauländebahn von Oberlaa                 |
| Bahnhof | 3,866                | Klein-Schwechat                            | 171 m ü. A.                                |
| Abzweig geradeaus und nach rechts |                      | nach Mannersdorf                           | nach Mannersdorf                           |
| Strecke |                      | Donauländebahn nach Wien Albern Hafen Lst. | Donauländebahn nach Wien Albern Hafen Lst. |

## Fahrzeugeinsatz

### Dampflokomotiven
Ursprünglich kamen auf der Strecke ausschließlich die von der EWA beschafften Dampflokomotiven zum Einsatz, nach dem Zweiten Weltkrieg war davon nur mehr die Reihe 229 (ÖBB 75) im Einsatz. Auf dem Abschnitt Wiener Neustadt–Aspang waren die Personenzüge zunächst mit den Reihen ÖBB 75, ÖBB 77, ÖBB 91.1 und ÖBB 93 bespannt, ein Eilzugspaar Wien-Südbahnhof – Hartberg fuhr mit der Reihe ÖBB 3071. Die Güterzüge wurden mit den Reihen ÖBB 58 und ÖBB 52, bei Lokomotivmangel aber auch mit ÖBB 42 oder ÖBB 91.1 geführt. In den letzten Jahren des Dampfbetriebes waren nurmehr ÖBB 52, ÖBB 77 und zunächst auch noch ÖBB 93 eingesetzt.

### Diesellokomotiven und -triebwagen
Mit der aufkommenden Verdieselung erschienen neue Fahrzeuge auf der Aspangbahn, es kamen ÖBB 5041, ÖBB 5042, ÖBB 5044/ÖBB 5144, ÖBB 5145, ÖBB 5046/ÖBB 5146, ÖBB 5081, ÖBB 2045 sowie später ÖBB 2043, ÖBB 2050 und ÖBB 2143 zum Einsatz. Für den Verschub wurden die Triebfahrzeuge ÖBB 2060, ÖBB 2062, ÖBB 2067 und ÖBB 2068. Die Triebwagen wurden von ÖBB 5047/ÖBB 5147 abgelöst.
Seit Anfang 2005 kommen auf der Strecke im Personenverkehr nur mehr die Triebwagen ÖBB 5022 (Desiro) von Siemens und ÖBB 5047 zum Einsatz, bei den lokomotivbespannten Zügen (zu einem großen Teil mit City-Shuttle-Garnituren) die Lokomotiven der Reihe 2016 „Hercules“. Den Güterverkehr besorgen vorwiegend ebenfalls ÖBB 2016. Vor Bauzügen und vor zu Übungszwecken geführten Tunnelrettungszügen sind 2143 und 2068 zu beobachten.

## Architektur

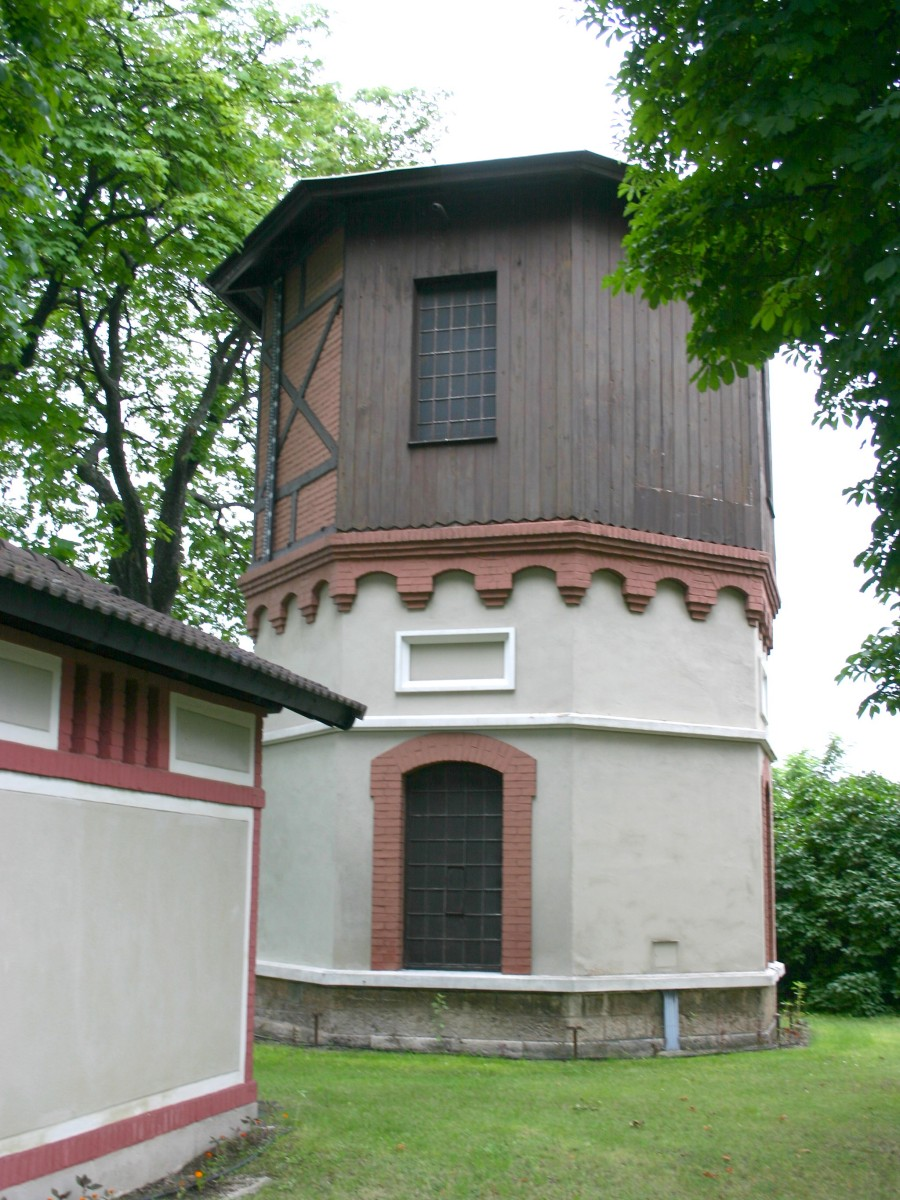
Historischer Wasserturm im Bahnhof Tattendorf

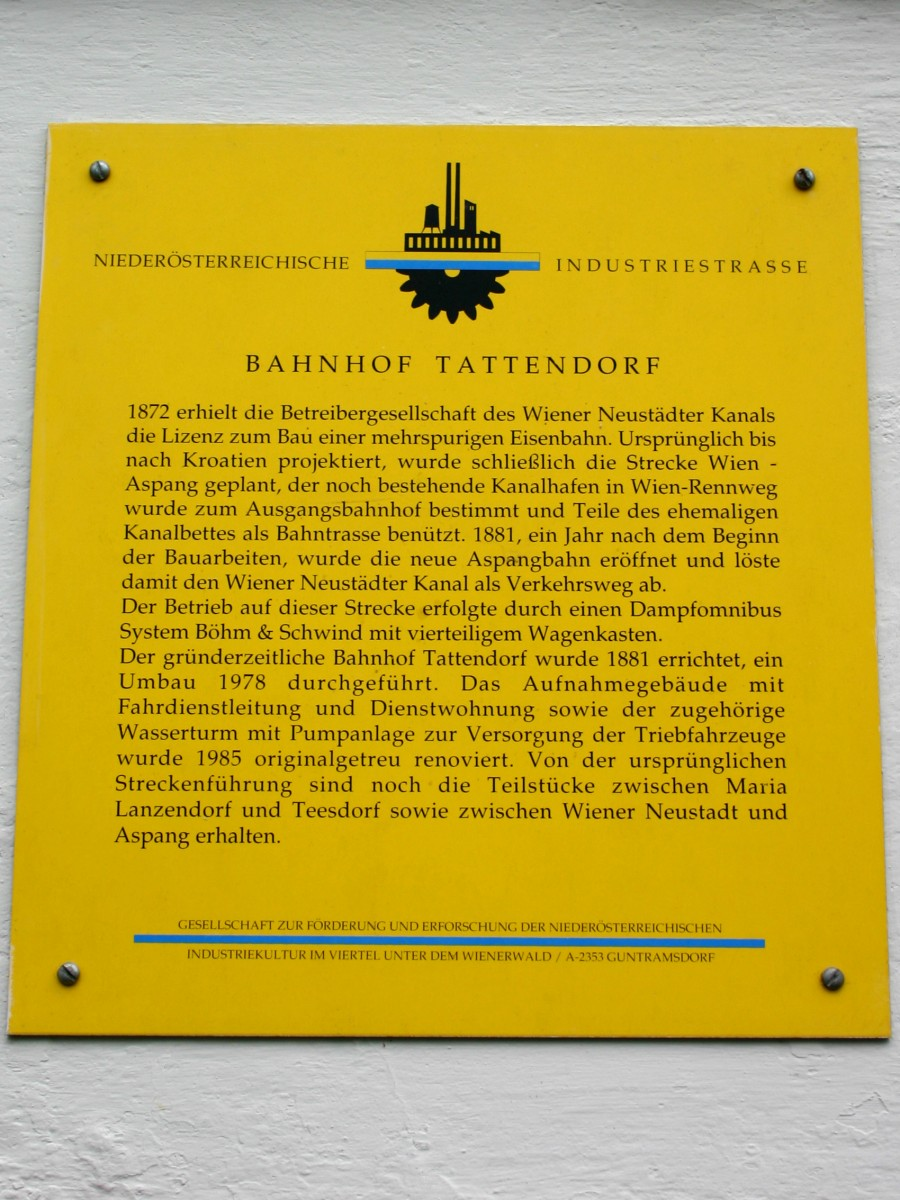
Der unter Denkmalschutz stehende Bahnhof Tattendorf weist noch das typische Aspangbahnensemble auf und ist Bestandteil der Niederösterreichischen Industriestraße.

Die Bahnhöfe der Aspangbahn wurden erstmals in Österreich nach standardisierten Typenplänen erstellt. Die Vorgaben dazu stammten von einem belgischen Architekten, dessen Name heute nicht mehr bekannt ist. Selbst nach mittlerweile mehr als 140 Jahren sind die einheitlichen Anlagen in einigen Bahnhöfen noch deutlich nachzuvollziehen. Ein typisches Bahnhofsensemble umfasste das Aufnahmsgebäude mit Kundenanlagen (Schalter, Warteraum), Dienstbereich sowie Dienstwohnung im Obergeschoß; eigenen Toilettenhäuschen; hölzerner Güterschuppen mit Laderampe und vereinzelt Wassertürme (in den Bahnhöfen Zentralfriedhof, Laxenburg-Biedermannsdorf, Tattendorf, Sollenau, Pitten und Aspang). Hauptcharakteristikum sind die mit unverputzten Ziegeln gefertigten, rot gestrichenen Tür- und Fensterumrahmungen, Gebäudekanten und Lisenen, die zum hellen Verputz einen harmonischen Kontrast ergeben.
Lediglich die Bahnhöfe Erlach (zur Eröffnung der Strecke) und Guntramsdorf (ab 1901) wichen von diesen Normen ab und wurden nur als ebenerdige Gebäude ohne Dienstwohnung und Toilettenhäuschen errichtet. Die Bahnhöfe Erlach, Pitten, Seebenstein und Aspang wurden darüber hinaus bereits wenige Jahre nach der Eröffnung mit Veranden ausgestattet.
Zwischen 1910 und 1930 ging im Zuge der Ausstattung der Bahnhöfe mit mechanischen Sicherungsanlagen der Bauart 5007 diese Einheitlichkeit verloren. Während die Bahnhöfe der „inneren Aspangbahn“ (ausgenommen Sollenau) mit eigenen Stellwerkshütten ausgestattet wurden, erfolgte der Einbau der Sicherungsanlagen in Sollenau und auf der „äußeren Aspangbahn“ direkt in die Aufnahmsgebäude oder in Zubauten, die direkt an das Aufnahmsgebäude angebaut wurden.
In vielen Bahnhöfen wurden die Nebengebäude abgerissen und sind daher nicht mehr vorhanden. Ebenso wurde in einigen Bahnhöfen die Fassade neu verputzt und die Gebäude postmodern umgebaut. Das ursprüngliche Ensemble lässt sich heute nur noch im Bahnhof Tattendorf im Original nachvollziehen. Zwischen 1978 und 1985 wurden sämtliche Gebäude im Bahnhof Tattendorf dem Original entsprechend renoviert und restauriert. Der Bahnhof wurde daraufhin unter Denkmalschutz gestellt und ist Bestandteil der „Niederösterreichischen Industriestraße“. Der historische Wasserturm wurde bereits mehrmals als Filmkulisse verwendet.

## Charakteristik
Wie alle Strecken im Wiener Becken weist die „innere Aspangbahn“ wenige und meist weite Kurven auf und würde aus dieser Sicht eine hohe Streckengeschwindigkeit zulassen. Die zahlreichen ungesicherten Bahnübergänge sowie der teilweise schwach dimensionierte und überalterte Oberbau lassen jedoch nur ein geringeres Tempo zu.

## Galerie

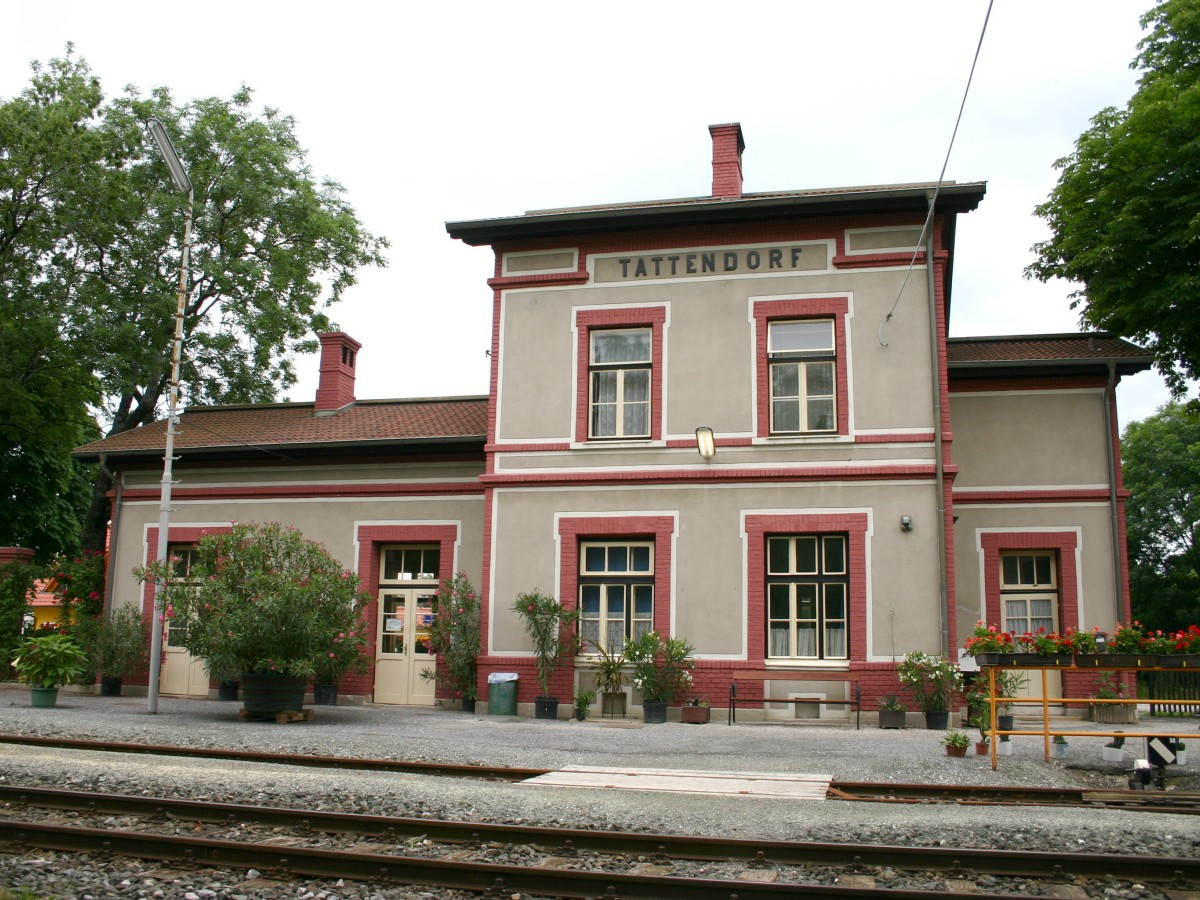
Aufnahmsgebäude Bahnhof Tattendorf
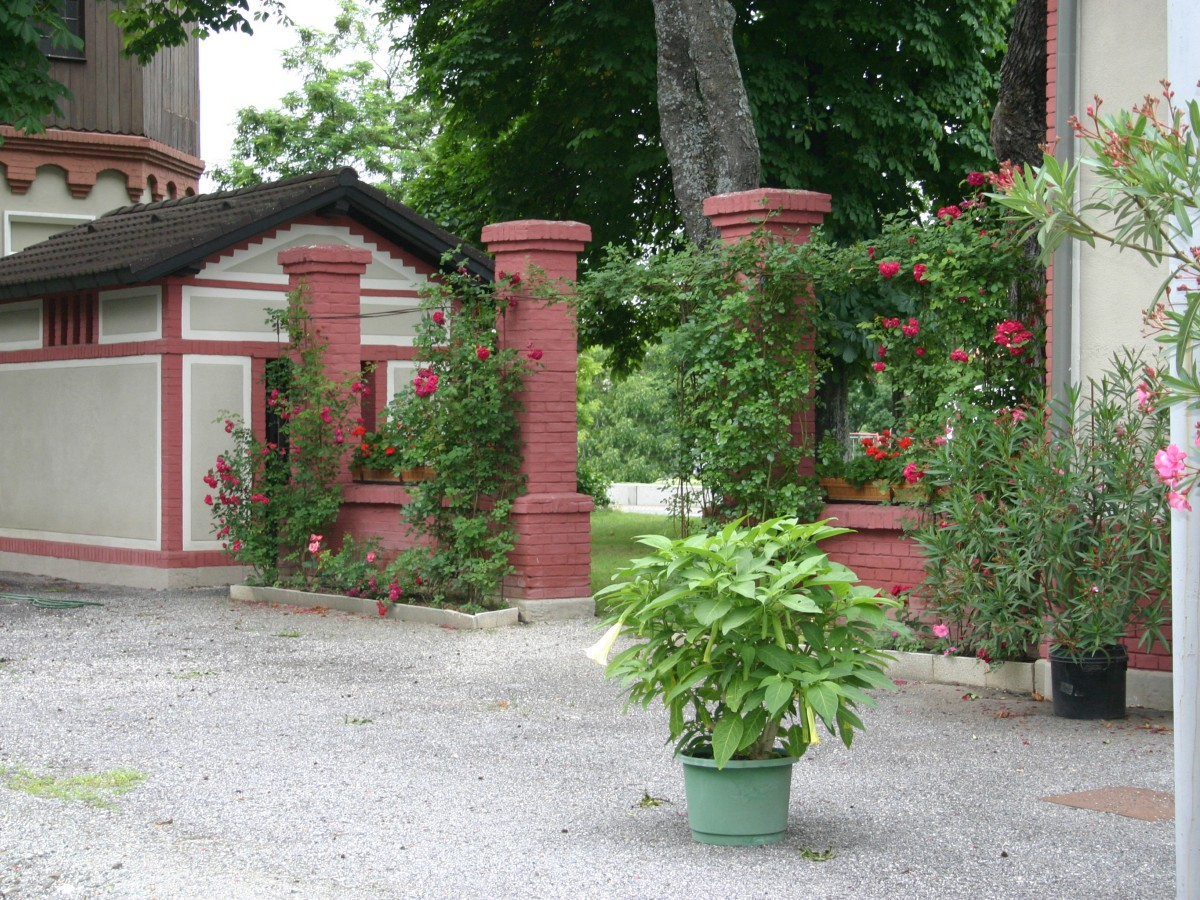
Eingangsbereich Bahnhof Tattendorf
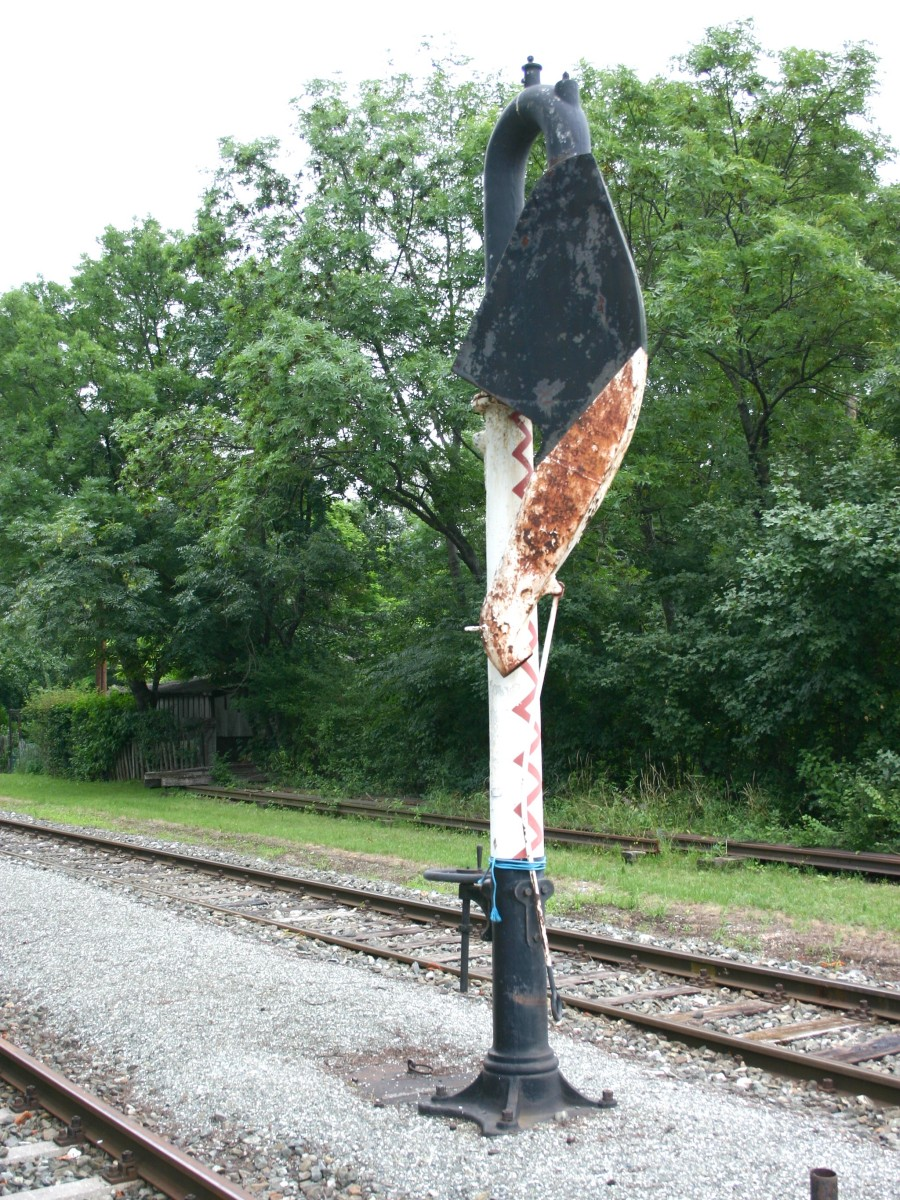
Historischer Wasserkran im Bahnhof Tattendorf
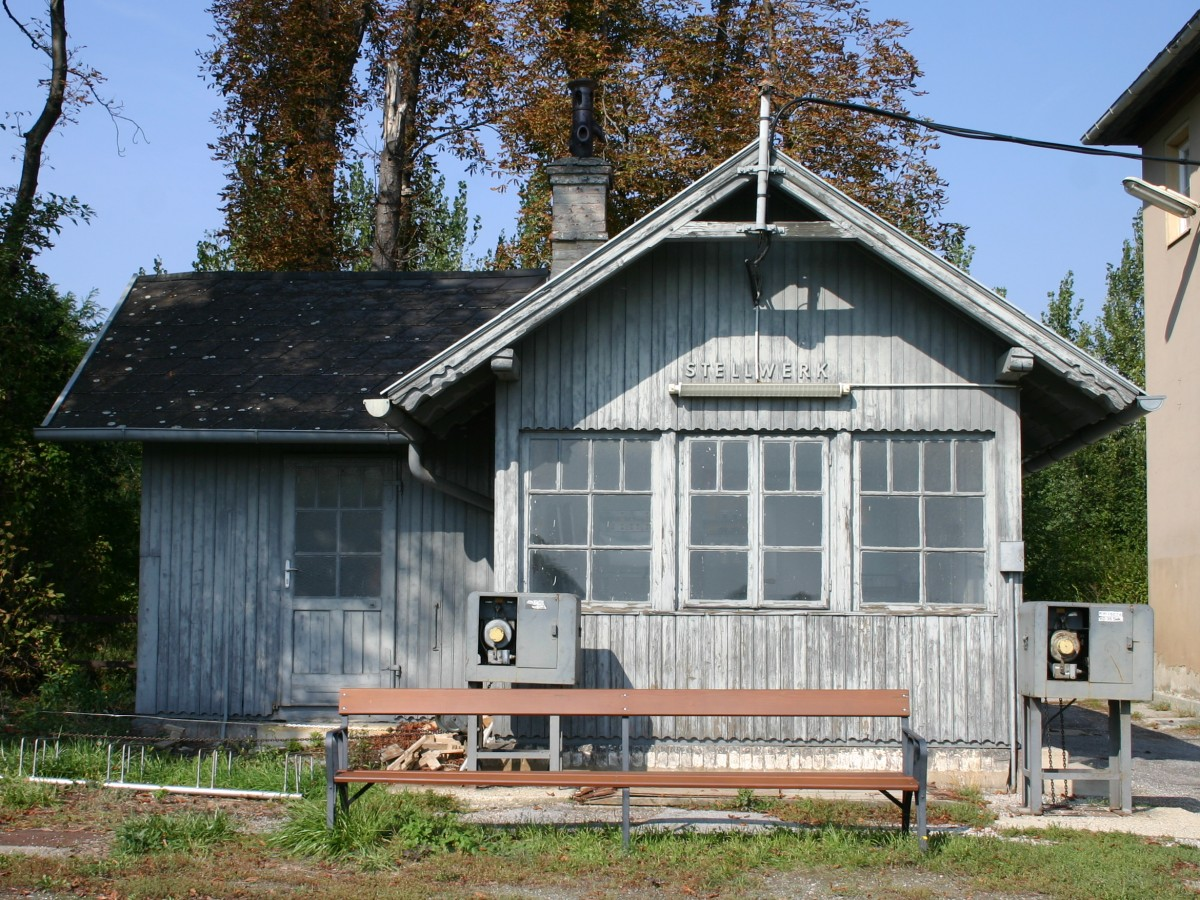
Außenansicht des Stellwerks im Bahnhof Laxenburg-Biedermannsdorf
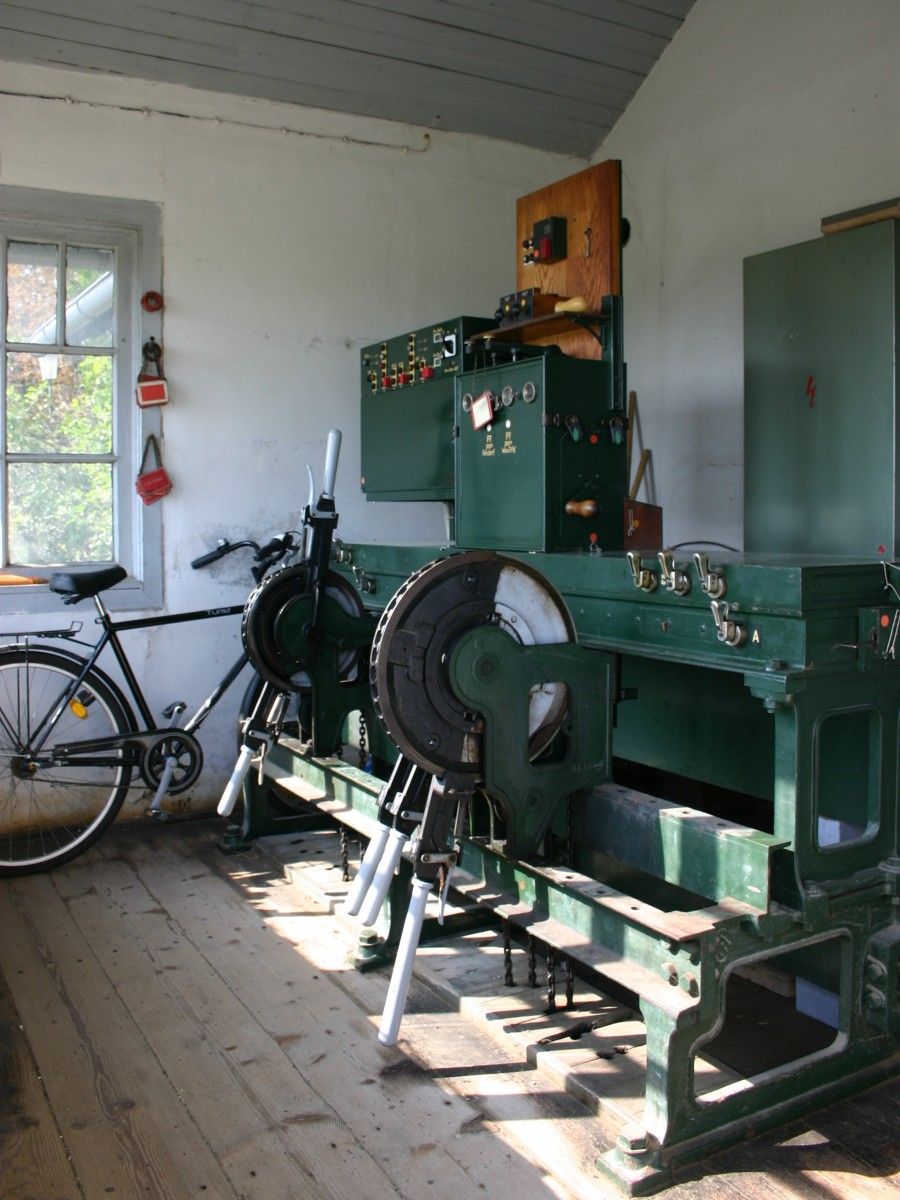
Innenansicht des Stellwerks im Bahnhof Laxenburg-Biedermannsdorf
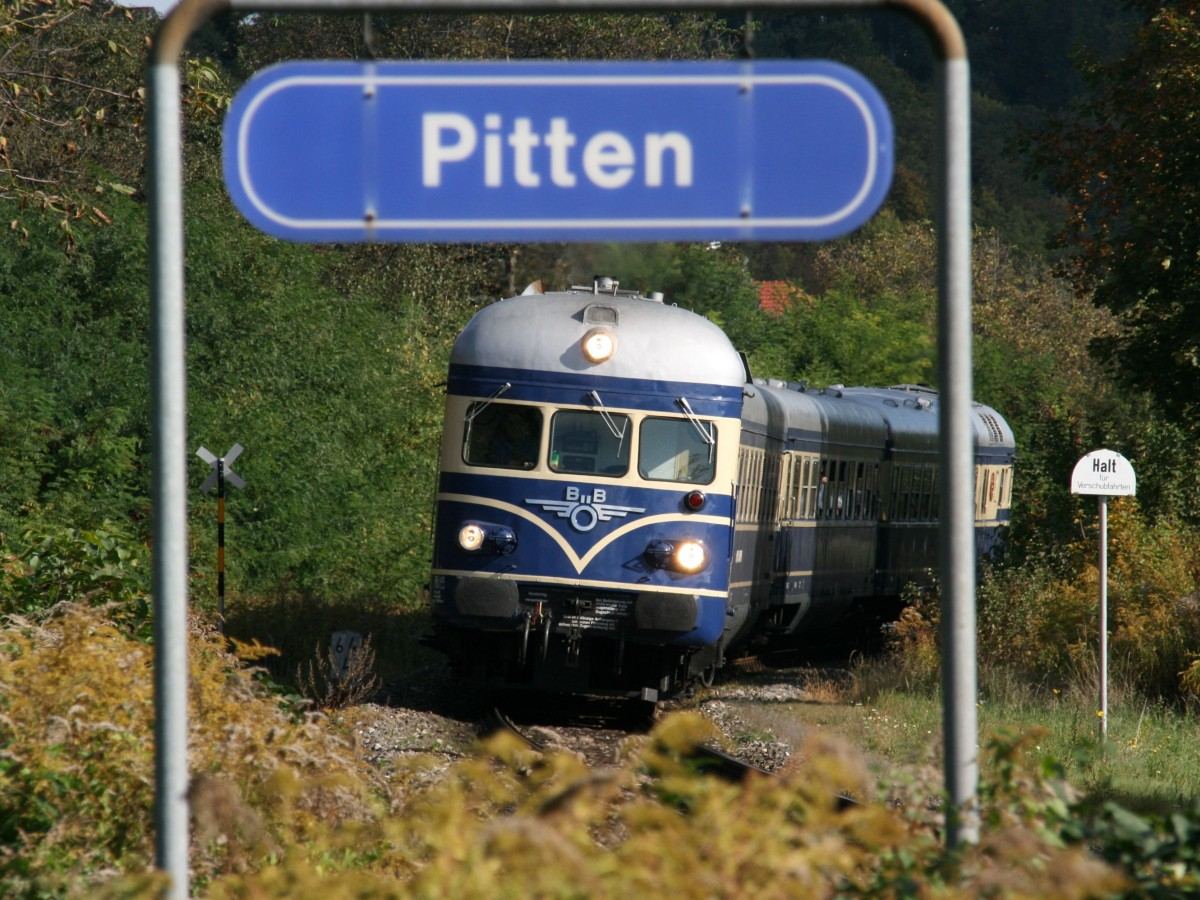
Triebwagen der Reihe 5045 bei der Einfahrt in den Bahnhof Pitten
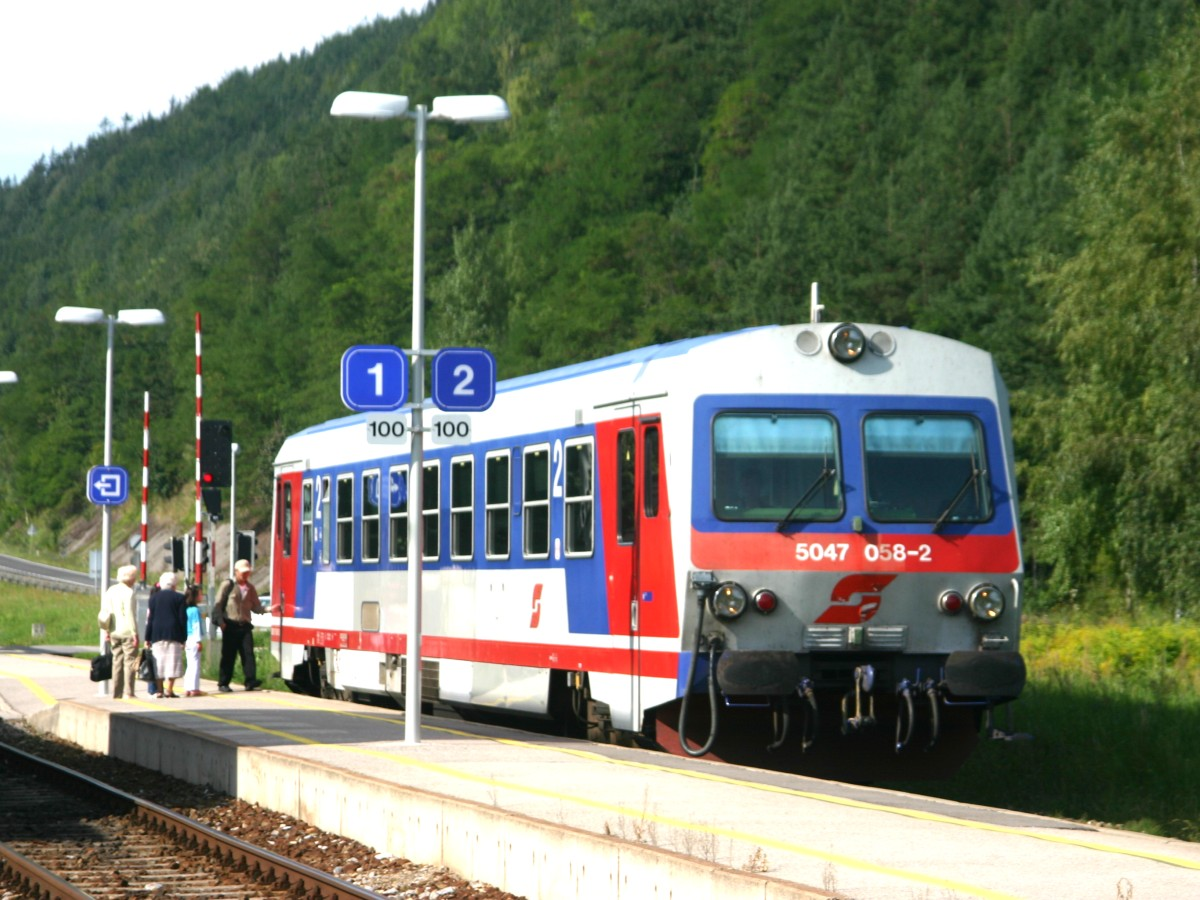
ÖBB 5047.058 im Bahnhof Seebenstein
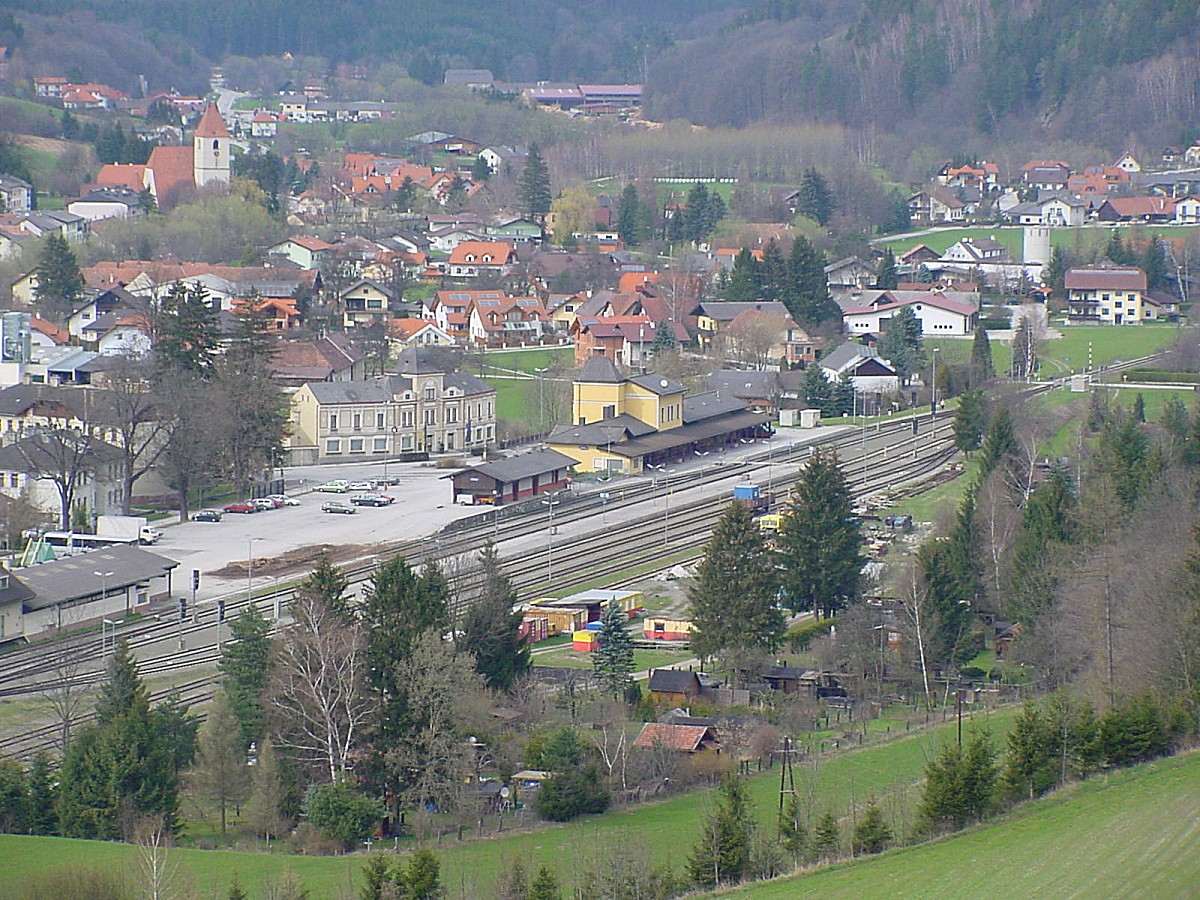
Bahnhof Aspang aus der Vogelperspektive
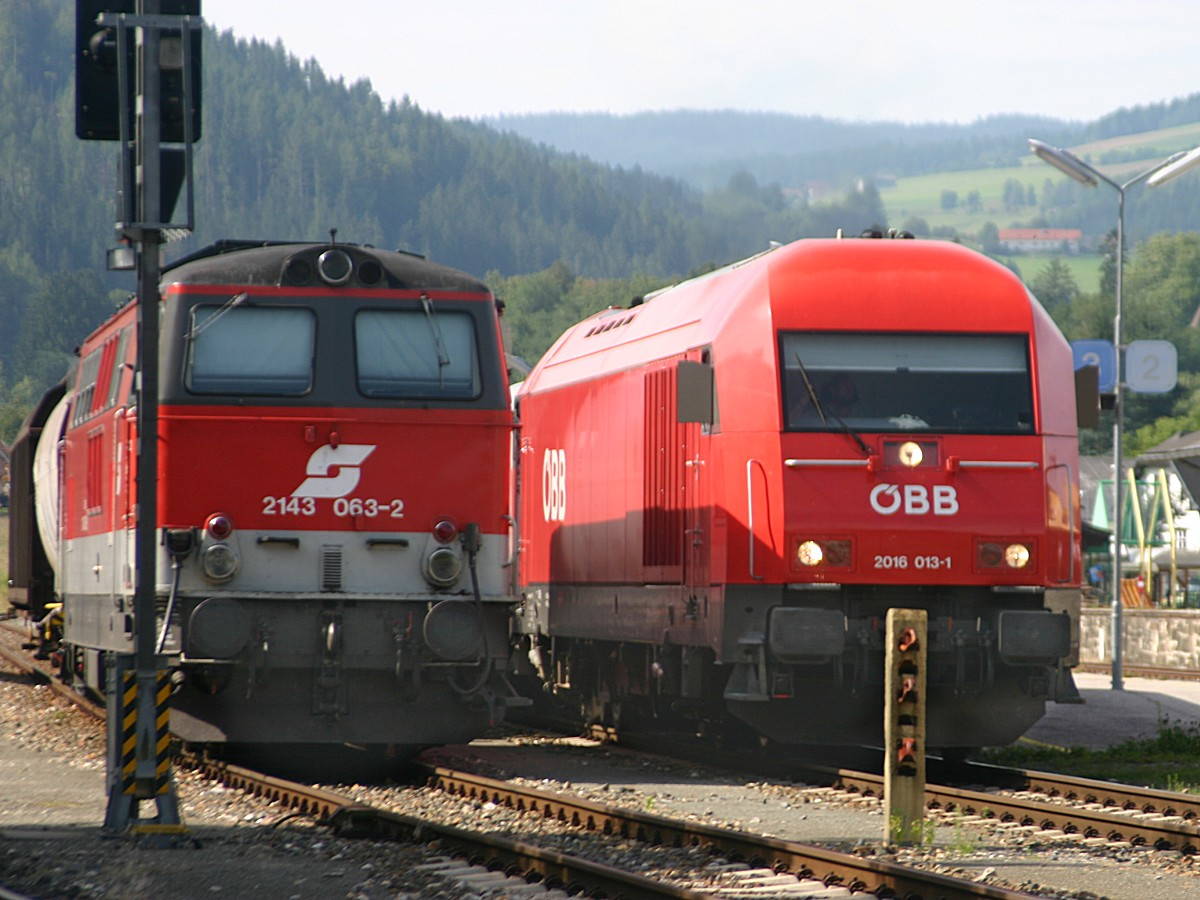
ÖBB 2143.063 + ÖBB 2016.013 im Bahnhof Aspang
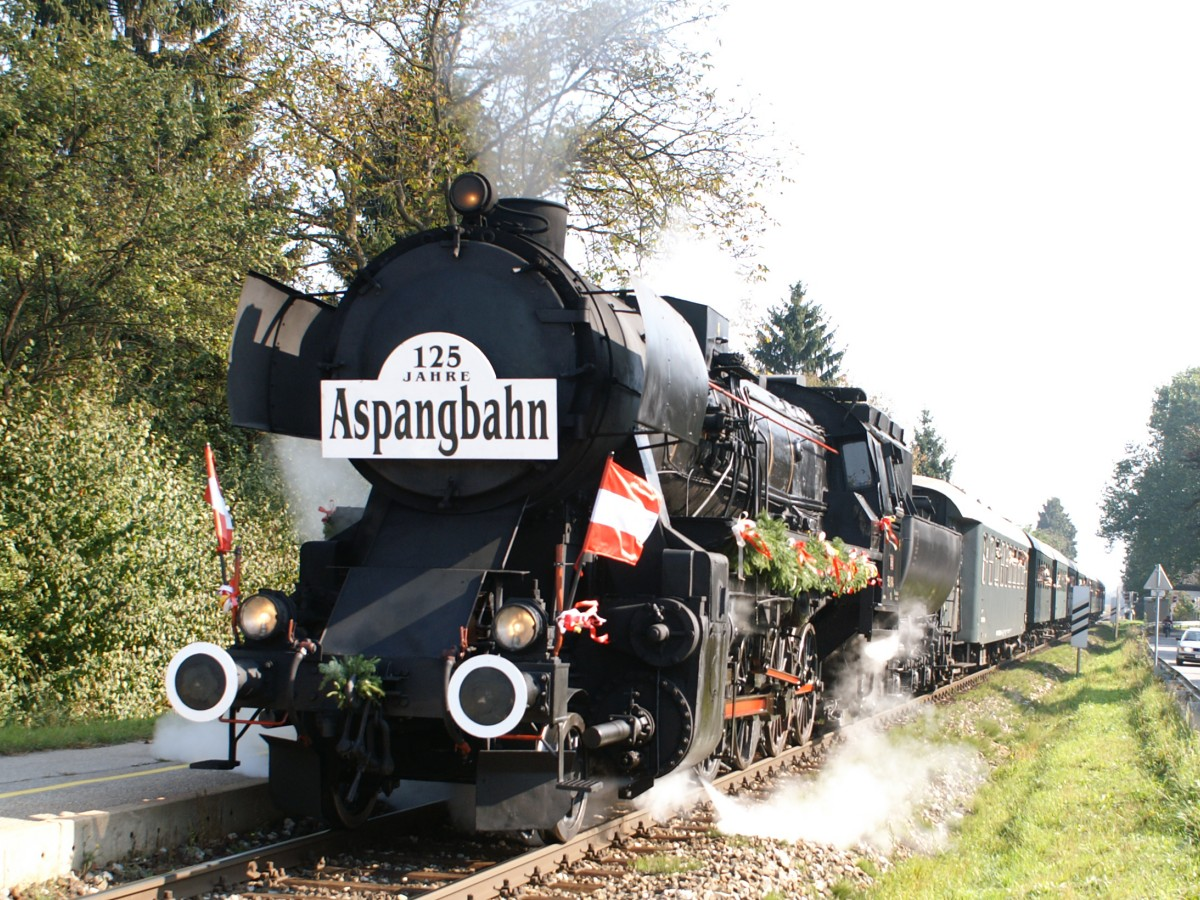
Feierlichkeiten 125 Jahre Aspangbahn
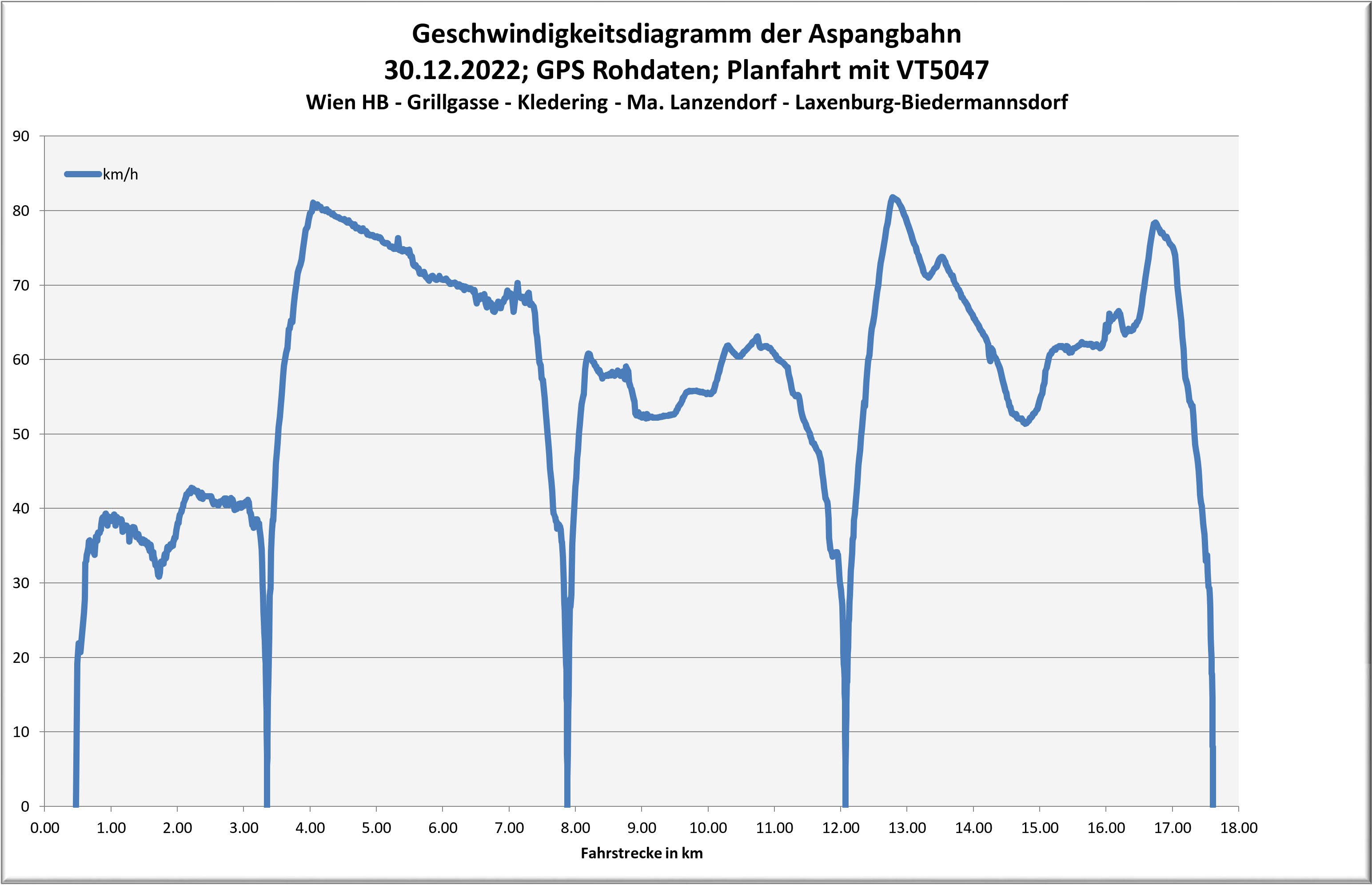
Geschwindigkeitsdiagramm der Aspangbahn, aus Tracking. Wien HB - Laxenburg-Biedermannsdorf

## Mediale Rezeption
Die Aspangbahn wird in Folge 1053 der SWR-Serie ‘‘Eisenbahn-Romantik‘‘ thematisiert.